# Cathédrale Sainte-Marie d'Auch
Cette  primatiale et basilique n’est pas la seule cathédrale Sainte-Marie ni la seule basilique Sainte-Marie.

Plan de la cathédrale de Auch.

La cathédrale Sainte-Marie d'Auch est une cathédrale catholique romaine située à Auch dans le Gers. Vaste édifice à trois nefs, de 102 mètres de long sur 35 m de large, elle est le siège de l'archidiocèse d'Auch. Elle est une basilique mineure depuis 1928.
Commencée en juillet 1489, à l'instigation de François de Savoie, sur les ruines de la cathédrale romane de Saint-Austinde, elle est consacrée le 12 février 1548, mais deux siècles ont été nécessaires pour terminer sa construction.
Elle est de style gothique flamboyant, fortement influencé par la Renaissance. Elle est complétée fin du XVIIe siècle, par une façade et un porche d'ordre corinthien. Elle comprend un ensemble de 21 chapelles.
Elle est surtout remarquable par une série de dix-huit verrières, œuvres d'Arnaud de Moles, et par les boiseries du chœur dont les 113 stalles, d'auteurs inconnus, qui continuent la suite des scènes bibliques commencée sur les verrières.
La cathédrale d'Auch fait l’objet d’un classement au titre des monuments historiques depuis 1906. Elle est également inscrite au patrimoine mondial de l'UNESCO au titre des chemins de Saint-Jacques-de-Compostelle en France depuis 1998.

## Histoire
La première cathédrale aurait été bâtie dans la plaine du Gers. Elle est ruinée par les Sarrasins au IXe siècle. Elle est alors reconstruite vers 845 au sommet de la colline dominant le Gers, par l'évêque Taurin II qui y plaça l'autel de Notre-Dame apporté d'Eauze par saint Taurin. L'abandon d'Eauze comme siège d'un archevêché, après les destructions provoquées par les derniers envahisseurs Sarrasins, et le transfert du siège de l'archevêché à Auch, vont entraîner un développement de la cité. Ayrard est le premier évêque d'Auch qui ait reçu le titre d'archevêque dans une lettre du pape Jean VIII datée du 13 juin 879.
Du temps du duc de Gascogne Garcia II Sanche le Courbé, en 920, une incursion des Sarrasins obligea l'archevêque Odilon à quitter la ville.
L'archevêque Raymond Ier surnommé Copa, fils de Bernard-Odon, comte de Fezensac, fit bâtir un cloître près de la cathédrale dans lequel les chanoines se retirèrent en adoptant la règle de saint Augustin.
Saint Austinde, successeur de Raymond Copa sur le siège d'Auch, fit rebâtir la cathédrale Sainte-Marie grâce aux dons de Guillaume Astanove, comte de Fezensac. Cette cathédrale ainsi que le cloître attenant furent en grande partie détruits dans un incendie en 1171. Au cours de fouilles, seules les fondations du chœur de la cathédrale de saint Austinde ont été retrouvées.
À plusieurs occasions, les archevêques vont essayer de reconstruire leur cathédrale. Il y a une tentative au XIIIe siècle, une autre en 1370 par Arnaud Aubert, une troisième en 1382 par le cardinal Philippe d'Alençon mais le grand schisme d'Occident fait échouer cet essai.
On retrouve ensuite l'archevêque Philippe de Lévis qui entreprit en 1429 d'assez grands travaux dans la cathédrale, d'après Dom Brugèles. Mais la foudre toucha la cathédrale en 1469 et 1474 et ruina ce qui avait été fait.

### Construction de la cathédrale
La construction de la cathédrale actuelle va commencer grâce à deux personnages, l'archevêque d'Auch François de Savoie et son vicaire général, Jean Marre, qui devint plus tard prieur d'Eauze et évêque de Condom, et avait le goût, sinon la passion, de la construction des églises (cathédrale Saint-Luperc d'Eauze, cathédrale Saint-Pierre de Condom, église Notre-Dame de Francescas) .
Il y eut des concessions d'indulgences pour ceux qui aideraient à la reconstruction de la cathédrale en 1469 et 1482.
Le parlement de Toulouse constate dans un arrêt du 23 juin 1487 l'utilité des dépenses prévues pour la construction de la cathédrale, qui nécessitent de les prélever sur les revenus de l'archevêché, soit :
- un tiers des revenus nets de l'archevêque,
- les revenus d'une prébende canoniale,
- le dixième des revenus de chaque dignité ou bénéfice,
- le produit des aumônes.

L'archevêque a alors demandé à Jean Marre de veiller au bon choix des matériaux et à l'exécution des travaux.
La première pierre est posée le 4 juillet 1489. Pierre d'Armagnac, abbé du Faget bénit la première pierre à l'emplacement de la chapelle du Saint-Sépulcre qui était autrefois la chapelle de Montesquiou.
La construction commença par la crypte avec ses cinq chapelles. Cette crypte avait été rendue nécessaire par la volonté d'agrandir la cathédrale et l'impossibilité de le faire à l'époque vers l'ouest (la place devant la cathédrale était alors occupée par des maisons). Cette crypte permet de compenser la forte pente de la colline. À la mort de François de Savoie, en 1490, la crypte était en cours d'achèvement. Elle n'a été terminée que sous l'archiépiscopat de son successeur, Jean-François de La Trémoille.
Le 27 juin 1492, un nouvel arrêt du parlement de Toulouse enjoint à l'archevêque et aux autres gens d'Église de participer à la reconstruction de la cathédrale sous peine de saisie de leur « temporel ». L'archevêque accepte alors de donner 5 000 livres chaque année. On voit apparaître dans les documents, vers 1492, le nom de l'architecte Jean Chénaud. Il va rester jusqu'en 1507 puisqu'on le voit travailler à partir de 1508 à la tour nord de la cathédrale de Bourges. 
Jean Marre va se trouver éloigné des travaux pendant les démêlés avec Jean Bilhères de Lagraulas nommé évêque commendataire de Condom par le pape en 1496 alors que Jean Marre est élu évêque de Condom par le chapitre en 1497. La construction se poursuivit par le déambulatoire et ses chapelles. 
À la mort de La Trémoille en 1507, le chevet et le chœur de la cathédrale jusqu'au transept - sauf les voûtes au-dessus du sanctuaire - étaient terminés. On peut voir les armoiries de François de Savoie et Jean-François de La Trémoille à la base des arcs-boutants du pourtour du chœur.
C'est le cardinal François de Clermont-Lodève qui donna une nouvelle impulsion à la construction de la cathédrale. Ses armoiries figurent sur les quatorze arcs-boutants du côté sud. Homme de goût ayant vécu en Italie, il commanda à Arnaud de Moles les vitraux, réalisés entre 1507 et 1513, qui ornent les dix-huit fenêtres basses du chevet. Il commanda aussi l'autel Sainte-Catherine, réalisé en 1521, la mise au tombeau et les stalles. Ces dernières ne furent terminées que sous son successeur François de Tournon. Sous l'épiscopat de Mgr de Clermont-Lodève, on voit apparaître le nom de Méric Boldoytre qui semble être mort en 1538.
En 1544, les travaux ont atteint le niveau d'un des cadrans solaires. La cathédrale est consacrée le 12 février 1548 alors que la construction de la nef, des bas-côtés et des portes se poursuivait. En 1551, les archives mentionnent le nom de Jean Gorrée, dit Normand, comme maître maçon. Son testament date de juillet 1551. On voit ensuite apparaître le nom de Jean de Beaujeu.
Dominique Bertin, huchier toulousain, signe un contrat le 15 mars 1551 pour l'achèvement des stalles.
En 1561, le second cadran solaire est gravé sur la façade sud. L'érection des clochers a dû commencer vers 1559. C'est en 1560 que l'architecte Jean de Beaujeu a terminé la porte du bas-côté nord, comme le prouve l'inscription qu'on peut y lire. En 1562, on peut lire la même signature au pied de l'autre tour de la façade occidentale. Jean de Beaujeu meurt en 1568 et est enterré sous un des trois porches qu'il a réalisés. Il est remplacé comme maître d'œuvre par Antoine Labernye, puis vers 1571 par Pierre Bouldoutre, et vers 1586 par Jacques Carrière.
En 1609, la nef principale n'a pas encore de voûte. Seul le déambulatoire et les chapelles sont voûtés. La façade occidentale n'est pas encore terminée, ainsi que les sculptures des porches latéraux (les portails latéraux sont restés inachevés).

L'archevêque Léonard de Trappes avait commandé à Pierre II Souffron le grand autel du chœur. Guillaume Bauduer est l'architecte de la fabrique en 1610. Mais pour la construction de la voûte du chœur, la fabrique va s'adresser à un spécialiste, Pierre Levesville. Il avait réussi à refaire la voûte de la cathédrale Saint-Étienne de Toulouse, entre 1609 et 1612, partiellement détruite par un incendie. Un bail à besogne est passé avec lui le 22 septembre 1617. La voûte a été réalisée en briques, sauf les ogives qui sont en pierre.
Levesville s'est associé à Bauduer sept jours plus tard. Le bail à besogne prévoit qu'il abatte cinq rangs de pierre de taille au-dessus des arcades des galeries du triforium et fasse les fenêtres conformément à l'ordonnance qu'elles avaient à leur commencement, qu'il réalise la voûte et les arcs-boutants pour la somme de 75 000 livres. La première pierre de cette voûte est posée le 16 mai 1618. En 1620, la voûte est terminée et on travaille alors aux vitraux des treize fenêtres du chœur.
Le 14 juin 1629, Mgr de Trappes consacre l'autel du Saint-Sacrement coiffé d’un ciborium, dais de pierre sculptée à jour.
C'est sous l'épiscopat de Dominique de Vic que les plus grands progrès sont faits pour l'achèvement de l'édifice, puis que l'essentiel de la nef et de son voûtement sont réalisés. Le 16 juin 1629, le maître architecte Jean Cailhon passe un bail à besogne pour établir les voûtes de la nef, des bas-côtés, du transept, le pavé en pierre de taille, un autel dans chaque chapelle, les charpentes des combles. Le délai de réalisation prévu est de sept ans. On pose les vitraux de la nef en 1641 et on fait l'expertise avec la réception des travaux de Jean Cailhon.
C'est à son successeur Henri de La Mothe-Houdancourt que l'on doit l'achèvement de la cathédrale. Le 23 août 1670, Pierre Miressou, de Peyrehorade, signe le bail à besogne pour la construction des clochers suivant les plans anciens. C'est en 1677 que le maître sculpteur d'Auch François Auxion signe le contrat pour réaliser les bas-reliefs du premier ordre de la façade. Puis en 1680, Auxion, Miressou, Mercier s'engagent à faire les chapiteaux de la façade. En juillet, Auxion entreprend les sculptures du second ordre de la façade et de la porte principale.

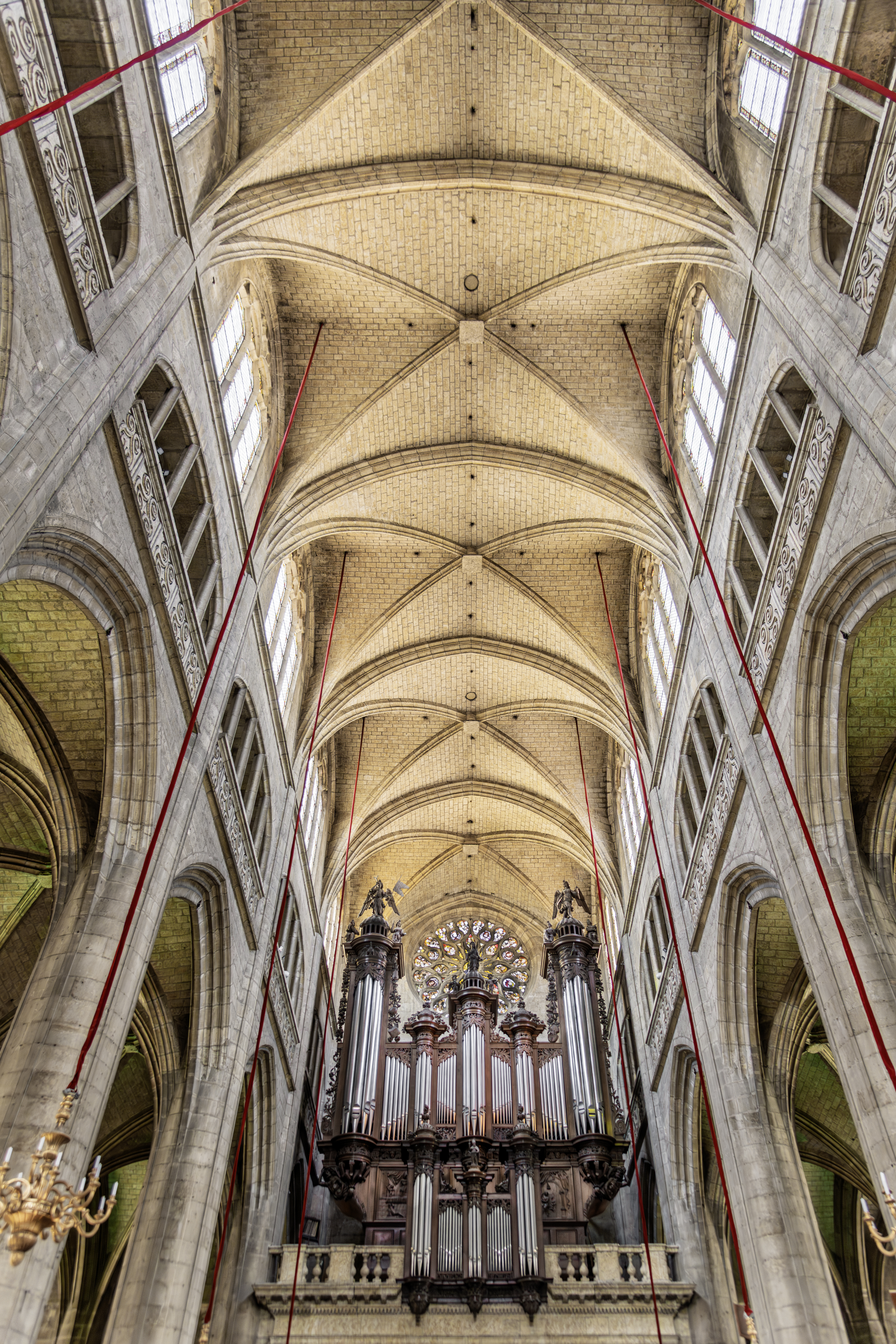
Le plafond de la nef et l'orgue de tribune.
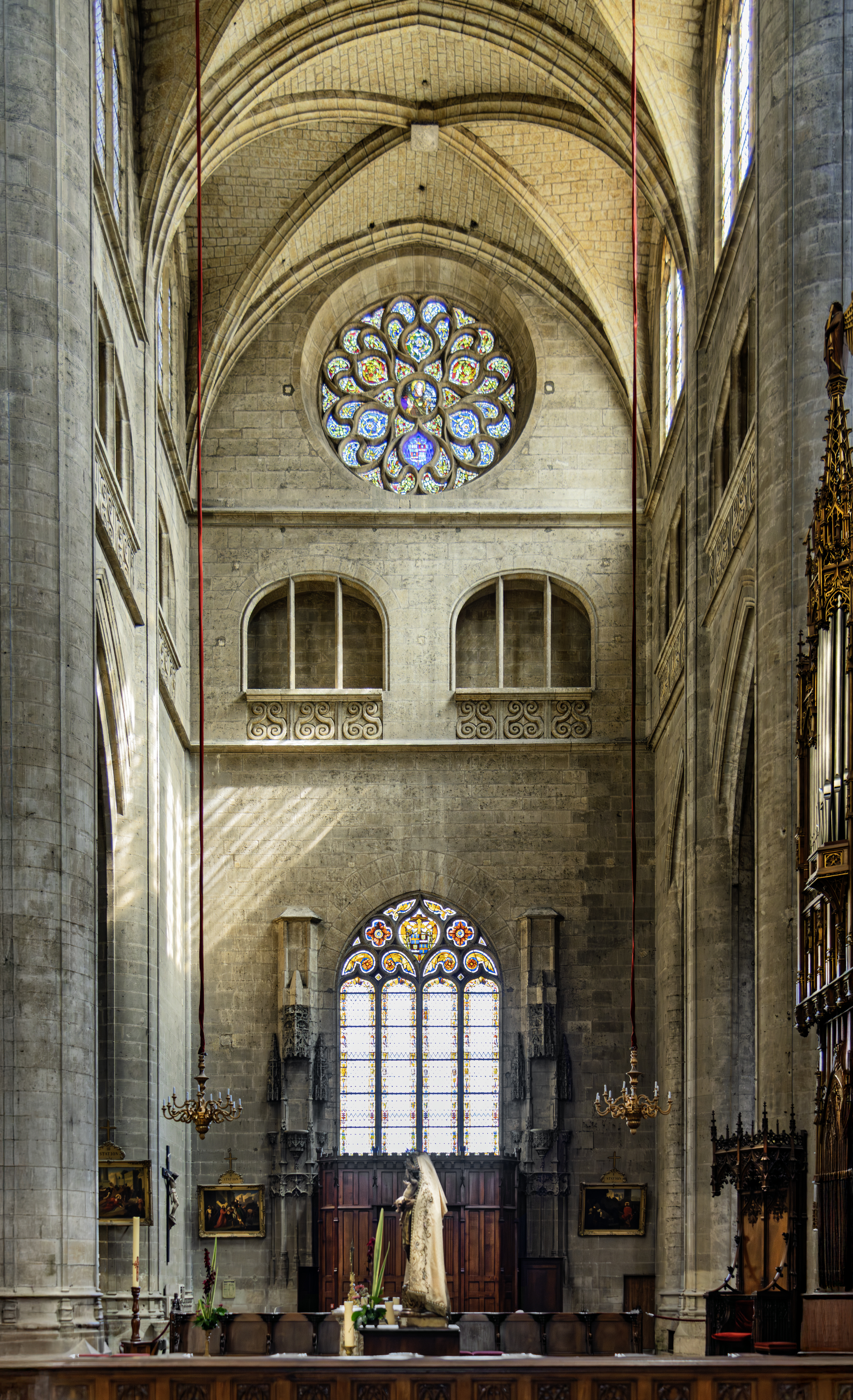
Vue intérieure du transept gauche
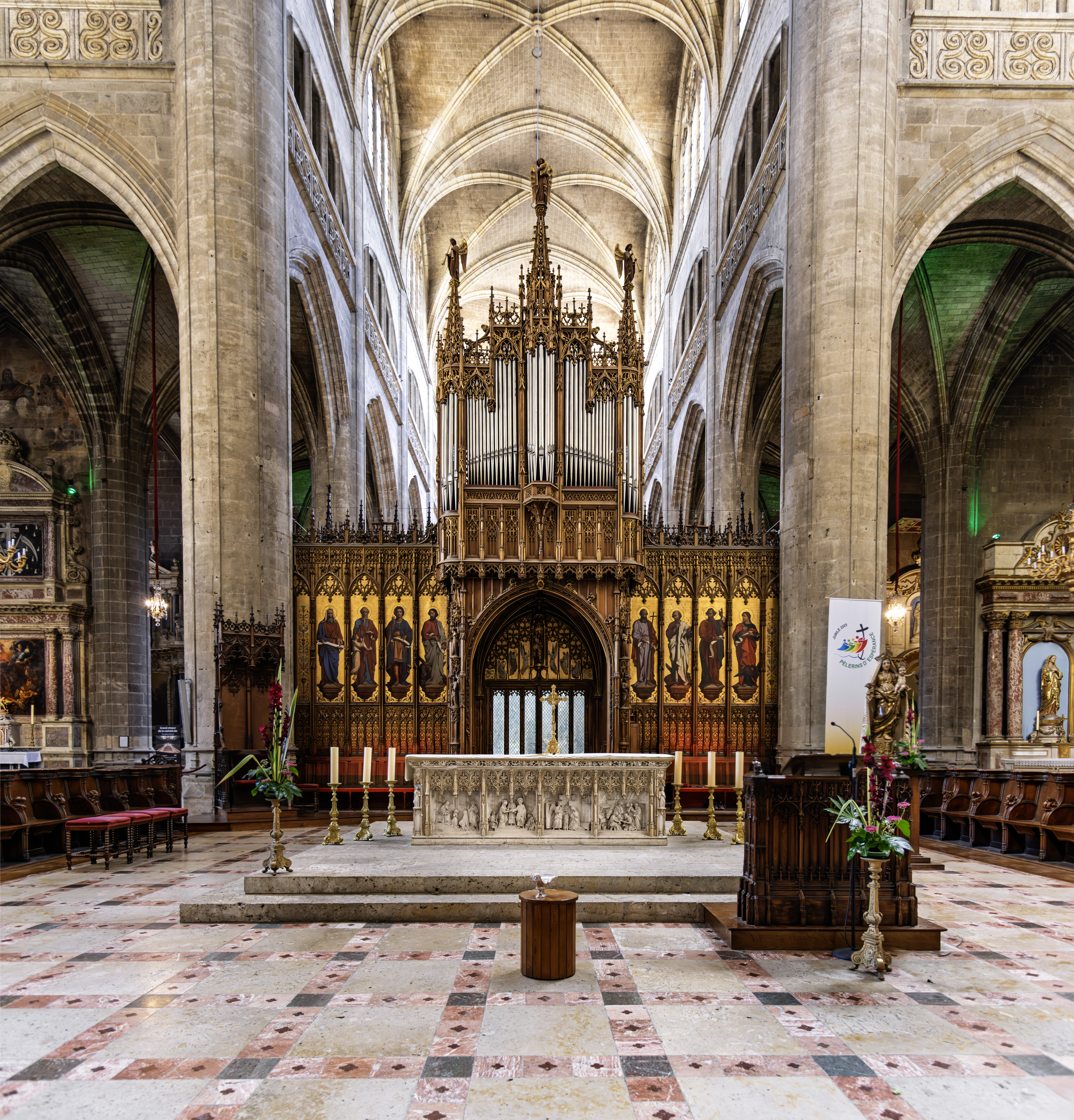
Nef centrale avec l'avant chœur réalisé à la demande de Mgr de Salinis et l'orgue de chœur Cavaillé-Coll.
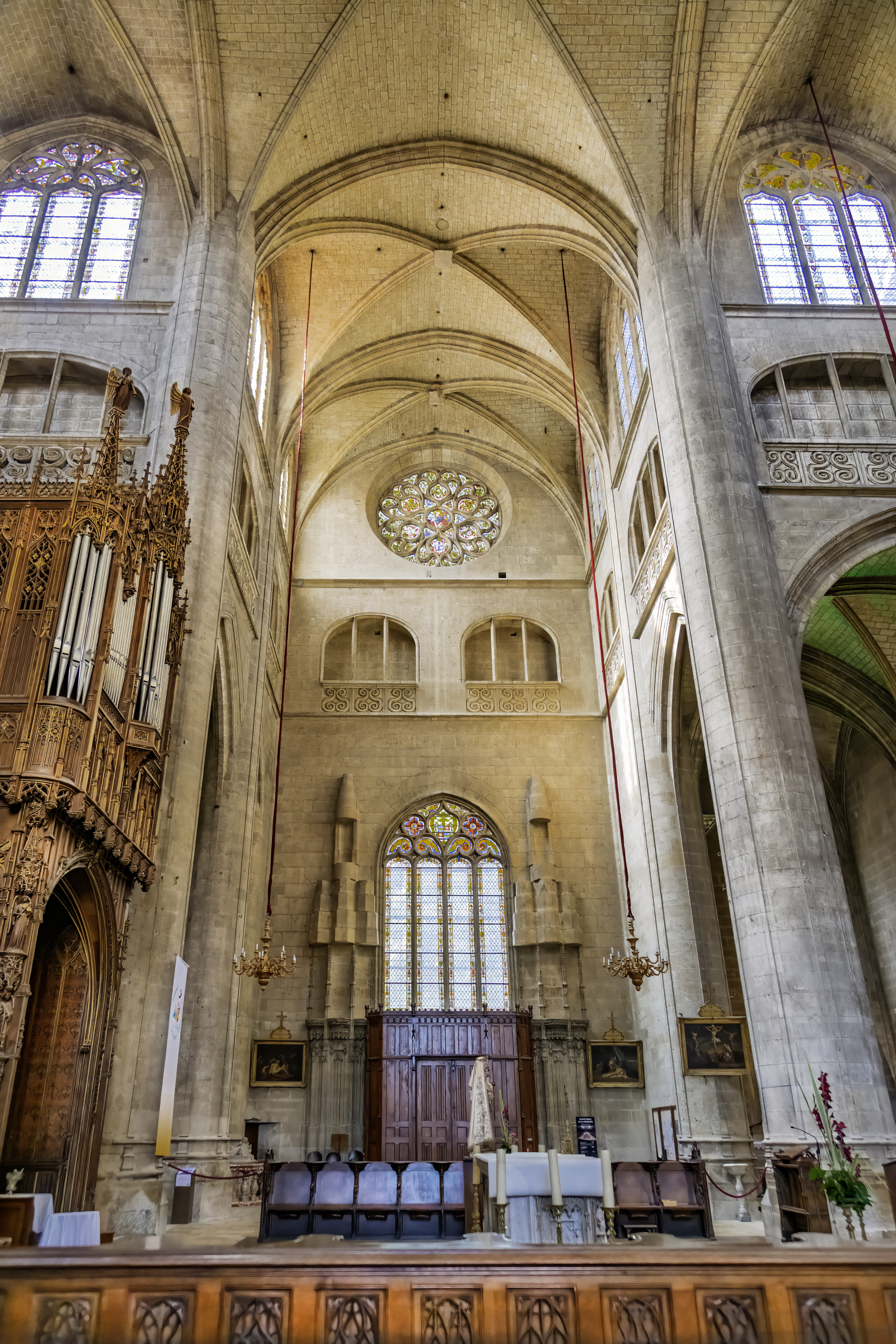
Vue intérieure du transept droit
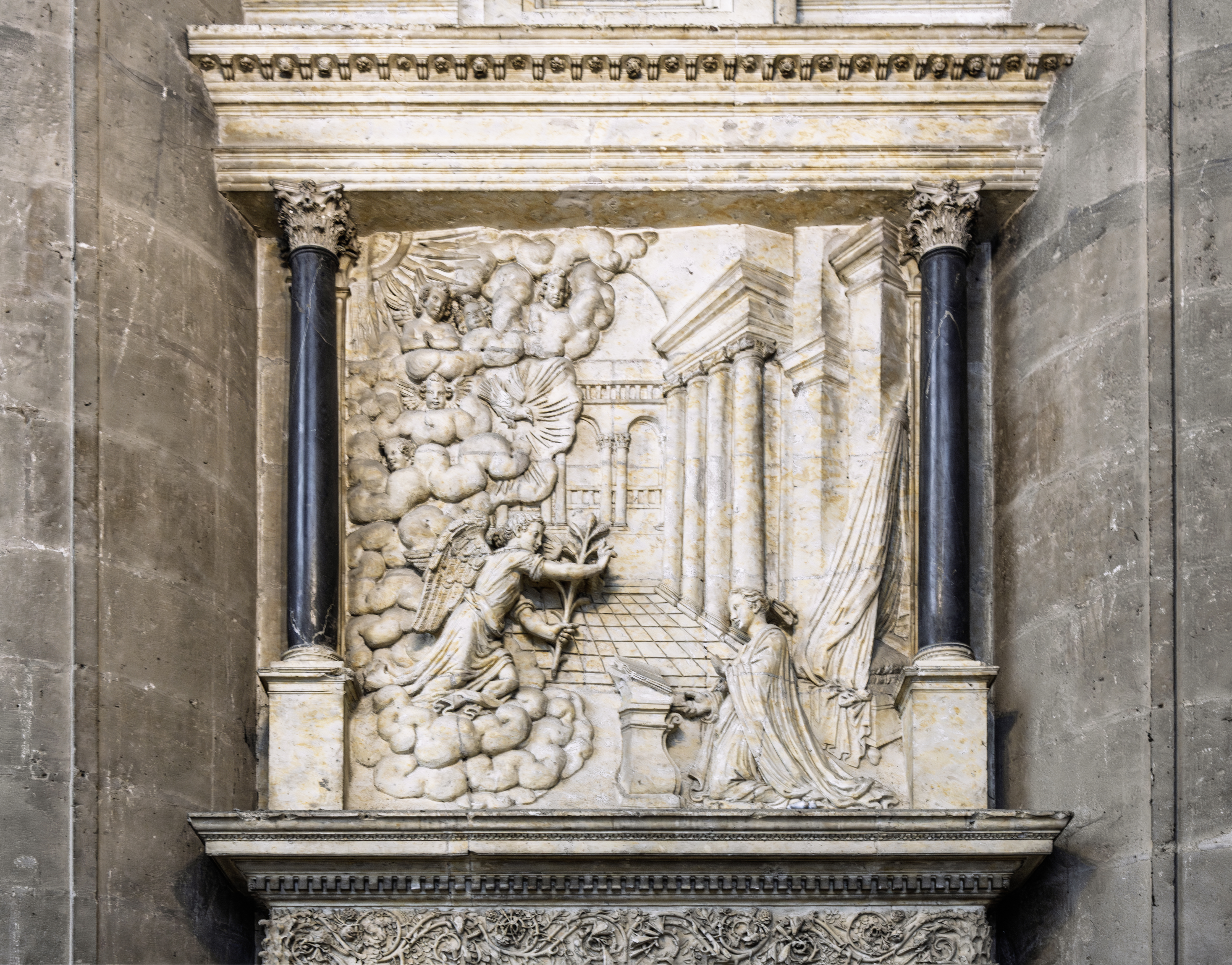
L’Annonciation. Bas-relief du déambulatoire.
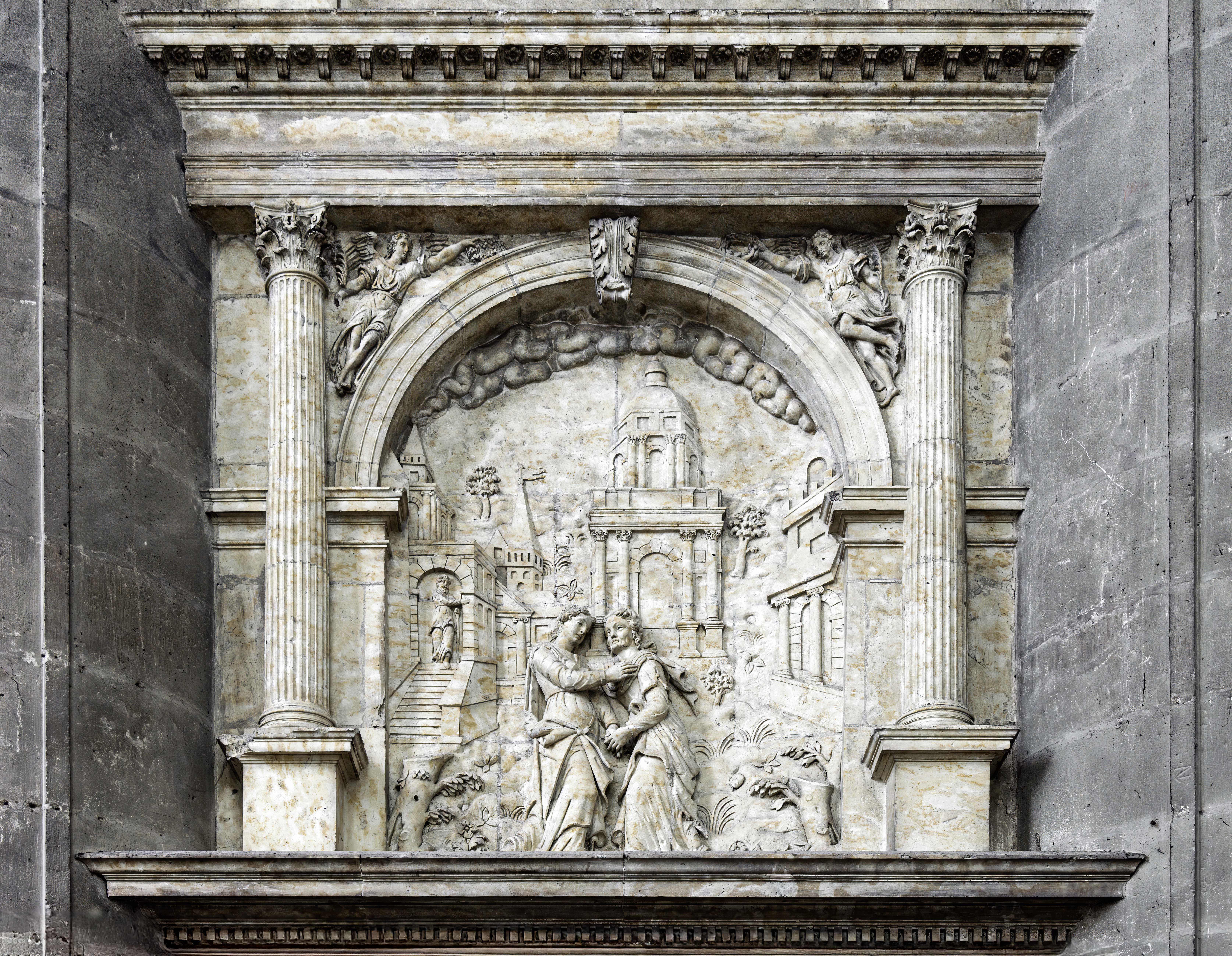
La Visitation. Bas-relief du déambulatoire.

### Chapitre de la cathédrale jusqu'à la Révolution
Le chapitre de la cathédrale suivit pendant cinq siècles la règle de saint Augustin jusqu'à sa sécularisation en 1548.
Vingt-cinq chanoines le composèrent jusqu'en 1331, réduit à vingt à cette date, tous nobles, et quatre laïcs, dits chanoines honoraires : le comte d'Armagnac ou le roi de France, son successeur et héritier, les barons de Montaut, de Montesquiou et de l'Isle.

### Restauration de la cathédrale
Le Conseil départemental décide le 3 octobre 1793 la destruction des blasons se trouvant sur les murs et les voûtes de la cathédrale. L'évêque constitutionnel est mis en prison et l'entretien de la cathédrale n'est plus assuré.
Le siège de l'archevêché ayant été transféré à Agen par le Concordat du 15 juillet 1801, le Conseil général refuse de verser des sommes importantes pour la restauration de la cathédrale d'Agen et demande dans sa séance du 18 octobre 1807 le rétablissement de l'archevêché à Auch.
En 1808, Napoléon Ier promet au cours d'un passage à Auch d'affecter des sommes pour la restauration de la cathédrale. Le décret du 24 juillet 1808 accorde 19 000 francs à cette opération.
Le concordat du 11 juin 1817, non appliqué puis modifié par la bulle du 6 octobre 1822 promulguée par le pape Pie VII, recrée 30 diocèses et 7 sièges archiépiscopaux - dont celui d'Auch - supprimés à la Révolution.

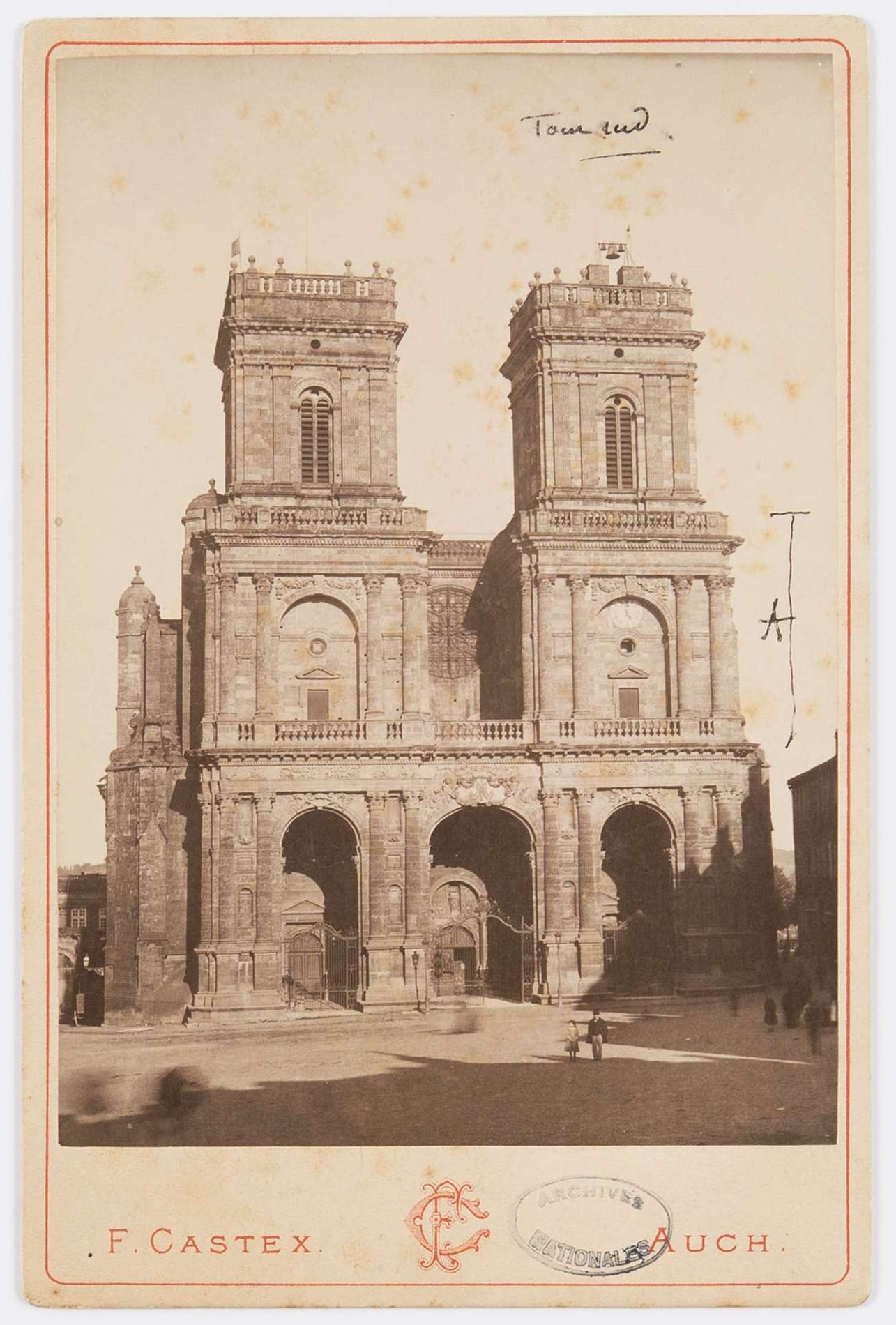
La cathédrale lors de la restauration de la tour nord (1894).

Les travaux d'entretien sont interrompus entre 1812 et 1816. En 1826, le préfet du Gers envoie au ministère des Affaires culturelles un rapport sur les travaux effectués satisfaisants. À partir de 1826, des achats de maisons situées à proximité vont permettre de dégager des places devant les façades ouest et nord. Le 14 mai 1826, l'architecte Jean-Baptiste Lodoyer propose un devis de réfection totale de la nef, du chœur et du transept. Les travaux sont adjugés le 4 juin. L'architecte s’intéresse ensuite au problème de l'écoulement des eaux pluviales et des dégâts qui en résultent. Il propose de disposer des canalisations en fonte.
En 1849, les travaux de restauration et d'entretien de la cathédrale sont confiés à Hippolyte Durand, architecte diocésain depuis 1834, qui venait d'être nommé à Auch en remplacement de Lodoyer. Hippolyte Durand s'installe à Auch en 1853. Il va alors faire le bilan de l'état de la cathédrale dont l'estimation du coût est considérable.
Le 23 janvier 1856, Charles Laisné est nommé architecte diocésain du Gers. Il va rester à ce poste jusqu'en 1879 et réaliser le programme de travaux de restauration prévus par son prédécesseur.
À la fin du siècle vont se succéder les architectes Jean Camille Formigé, Charles Albert Potdevin en 1883, puis en 1888 Adrien Chancel.
En 1903, c'est l'architecte Alexandre Marcel, successeur d'Adrien Chancel, qui poursuit les travaux déjà commencés.
Le 18 octobre 1921, le feu détruit partiellement l'intérieur de la tour nord. La restauration en est faite par l'architecte des Monuments historiques, Marcel Poutaraud.

### La cathédrale et son personnel auxXXeetXXIesiècles
La cathédrale Sainte-Marie d'Auch est élevée au rang de basilique mineure le 25 avril 1928.
Le 6 février 2005, Mgr Maurice Gardès, archevêque d'Auch est ordonné évêque sous ses voûtes, en présence du cardinal Philippe Barbarin, archevêque de Lyon, primat des Gaules, par Mgr Émile Marcus, archevêque de Toulouse.
Mgr Maurice Gardès succède à Mgr Maurice Fréchard, nommé archevêque recteur du Sacré-Cœur de Montmartre.
Les titres attachés au siège auscitain sont les suivants :
- archevêque d'Auch ;
- évêque de Condom, Lectoure et Lombez ;
- primat de Novempopulanie et des Deux Navarres (honorifique, n'est plus porté depuis les années 1960-1970. Mais la Cathédrale Sainte Marie porte le titre de Primatiale.)

Jusqu'en 2002, l'archevêque d'Auch était Métropolitain des Diocèses de Tarbes-Lourdes, Bayonne, Aire-sur-l'Adour et Dax.
Mgr Bertrand Lacombe est nommé archevêque d'Auch le 22 octobre 2020 par le pape François. Il devient le 119e archevêque d'Auch.

## Dimensions principales
Longueur de l'édifice depuis le commencement du porche : 102,86 m
Largeur : 34,95 m
Hauteur des voûtes sous clé : 26,64 m
Hauteur des côtés : 14,34 m
Hauteur des tours : 44 m

## Extérieur
La cathédrale a été construite suivant un plan en croix latine à nef - nef principale et bas-côtés - avec des chapelles périphériques et un transept non débordant.
L'accès à la cathédrale se fait par cinq portails : trois à l'ouest donnant accès à la nef et aux bas-côtés, et un à chaque extrémité du transept.

Portail d'entrée de la cathédral.
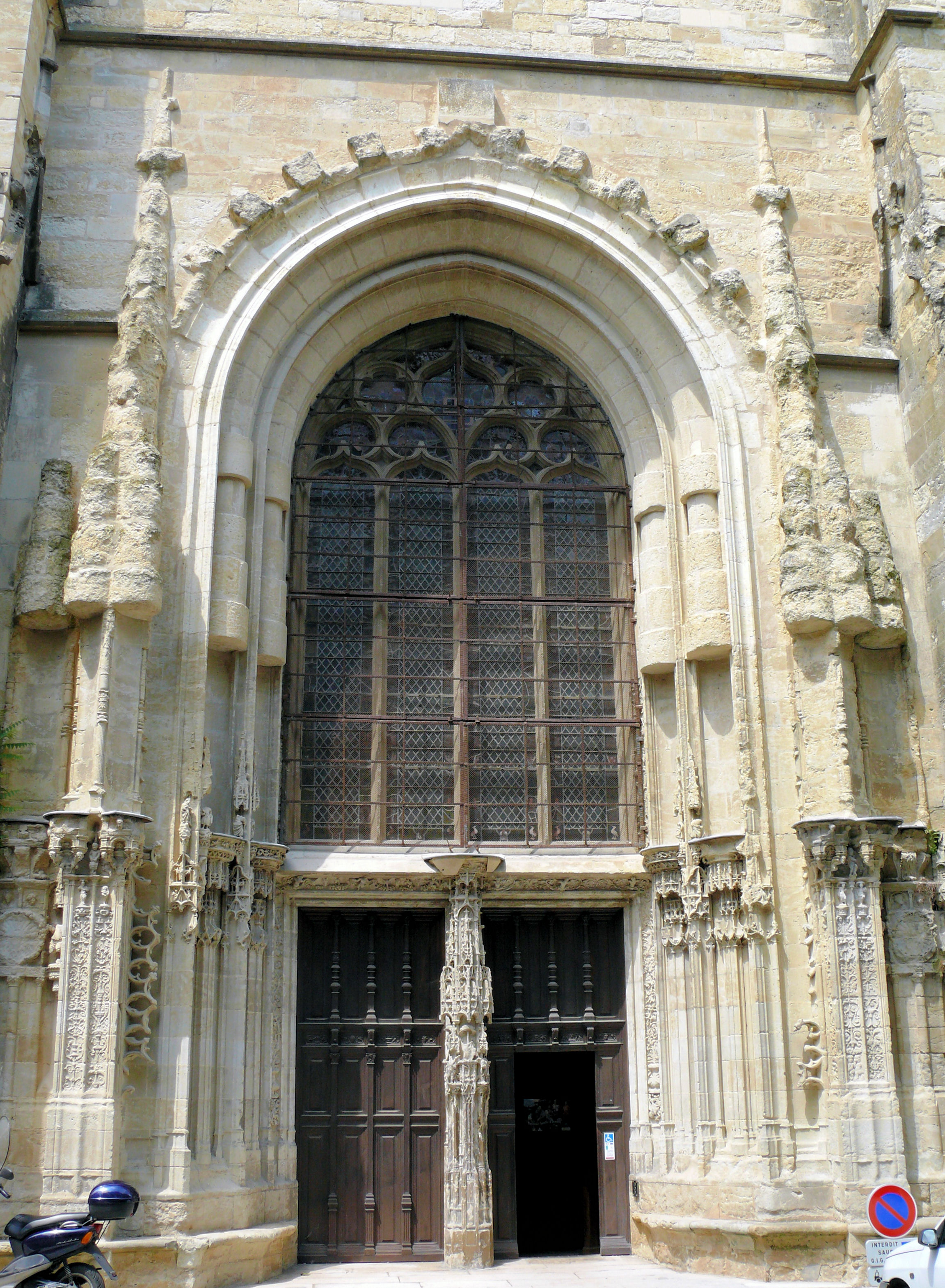
Portail sud. La partie supérieure n'est pas épannelée.
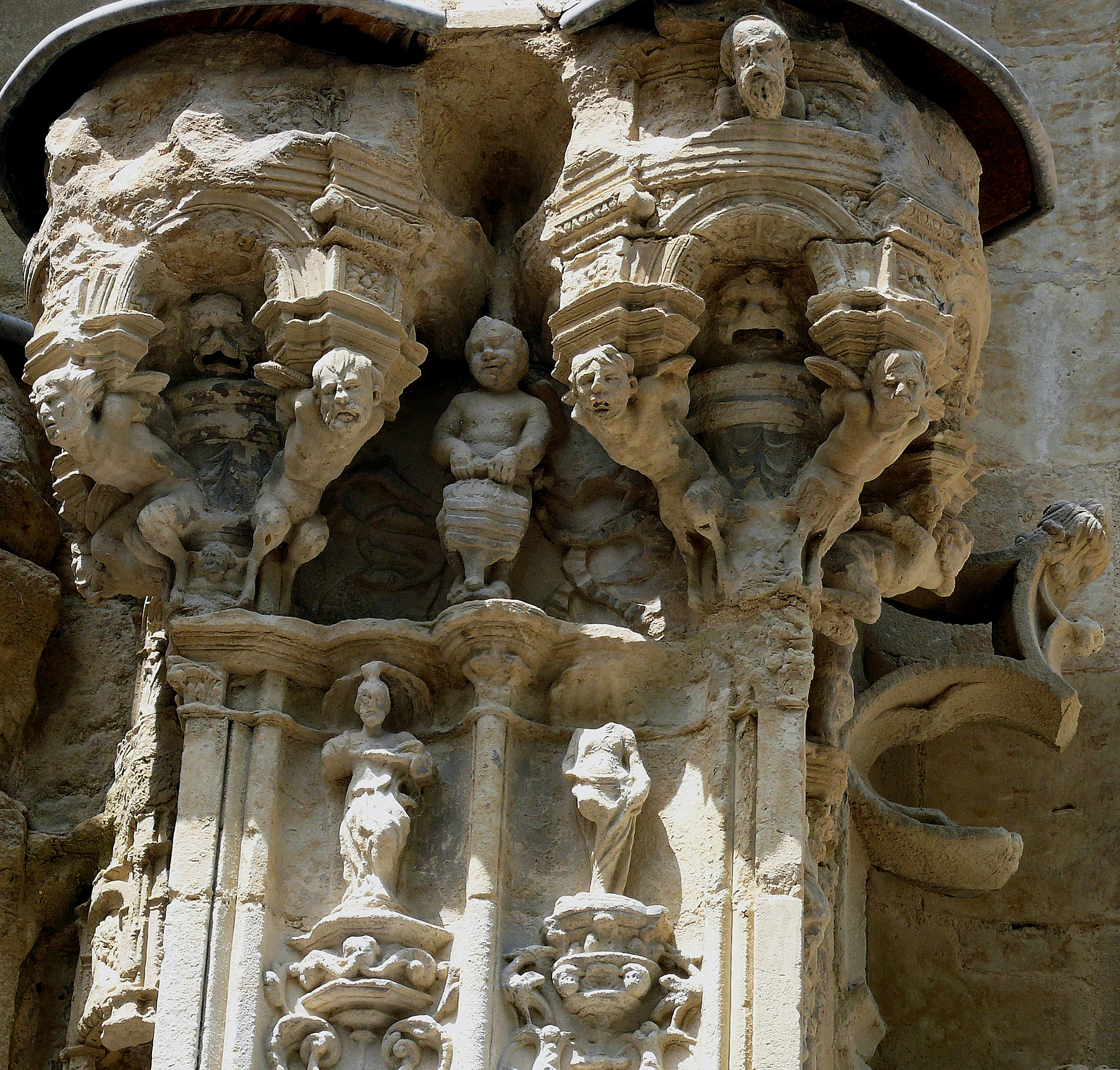
Détails du portail sud.
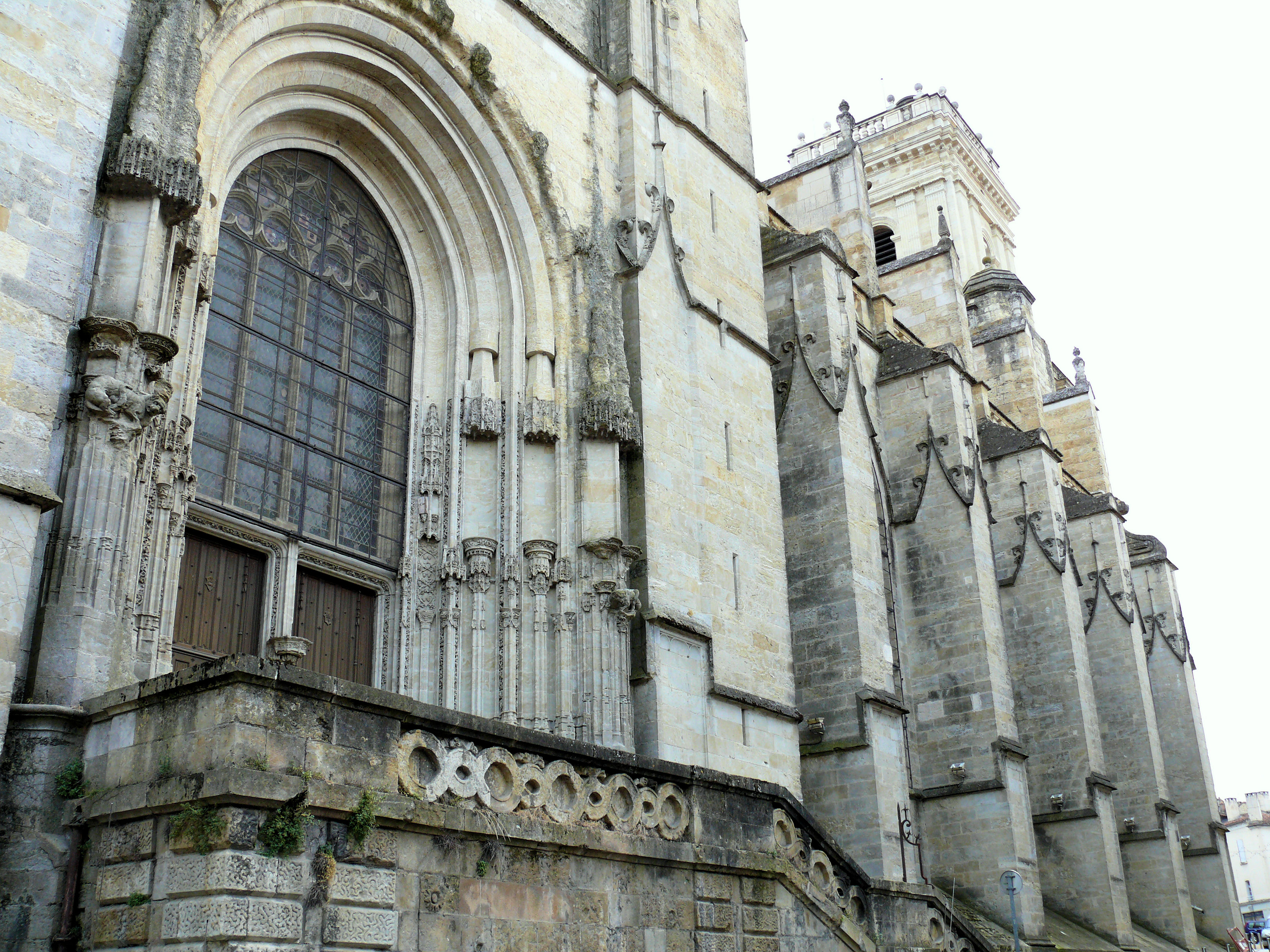
Portail nord non achevé.

### Les tours-clochers et les cloches

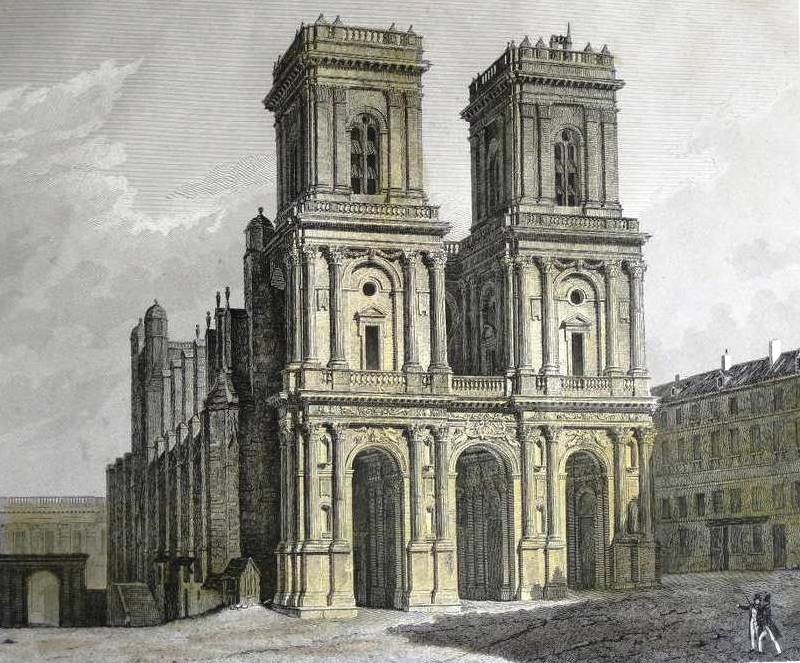
Les tours de la cathédrale sur une gravure du XIX.

En 1672, les architectes Pierre Mercier et Pierre Miressus entreprirent l’édification des deux derniers étages des tours. Leur décor sculpté, terminé en 1680, est l’œuvre de François Auxion.
La cathédrale possède une sonnerie de 9 cloches de volée. Le bourdon dédié à la vierge Marie (2,18 m de diamètre) occupe seul la tour de l’horloge (celle de droite) tandis que les huit autres sont dans la tour nord (celle de gauche).
Les deux plus grosses cloches ont été fondues par deux fondeurs différents et c’est la fonderie Bollée d’Orléans qui a fourni les sept autres en 1924.
- 1. mi 2 (bourdon) - 6.750 kilos, fondue en 1853 par Gédéon Morel de Lyon
- 2. si 2 - 2500 kilos, fondue en 1929 par André Darricau de Tarbes
- 3. ré 3 - 1175 kilos, fondue en 1924 par Bollée d’Orléans
- 4. mi 3 - 1050 kilos, fondue en 1924 par Bollée d’Orléans
- 5. fa 3 -    850 kilos, fondue en 1924 par Bollée d’Orléans
- 6. sol 3 -    700 kilos, fondue en 1924 par Bollée d’Orléans
- 7. la 3 -    450 kilos, fondue en 1924 par Bollée d’Orléans
- 8. si 3 -    300 kilos, fondue en 1924 par Bollée d’Orléans
- 9. do 4 -   260 kilos, fondue en 1924 par Bollée d’Orléans

Le bourdon est impressionnant car il fait partie des 10 cloches au son le plus grave de France. La note qu’il donne (mi 2) est plus grave que celle du bourdon de Notre-Dame de Paris.

## Intérieur

### Vitraux d'Arnaud de Moles
Les vitraux d'Arnaud de Moles furent réalisés entre 1507 et 1513 (le dernier vitrail, celui de la Résurrection, indique dans son cartel la date de pose du 25 juin 1513 avec la signature du maître verrier). Bien qu'encore imprégnés de l'art du Moyen Âge, ils participent de la Renaissance et sont considérés comme les plus beaux de cette période. Émile Mâle écrivait « pour l'ampleur de la pensée aucun travail de cette époque n'égale les vitraux d'Auch ».
Les verrières sont présentes dans toutes les chapelles du déambulatoire (à l'exception de la chapelle du Saint-Sépulcre, alors adossée à l'archevêché). Après trois vitraux historiés, placés au commencement, au centre et à la fin du parcours, représentant respectivement la Création et le Péché, la Croix du Christ, et la Résurrection, les autres présentent des personnages bibliques : patriarches, prophètes, apôtres, auxquels viennent s'ajouter des personnages issus de la mythologie gréco-romaine, les Sibylles. La série commence du côté de l'évangile, c'est-à-dire du côté droit de l'église en regardant l'ouest, avec la chute originelle, et se termine du côté de l'épître avec la Résurrection, en passant par le vitrail situé dans l'axe, la Crucifixion du Christ.

Chapelle du Saint Cœur de Marie
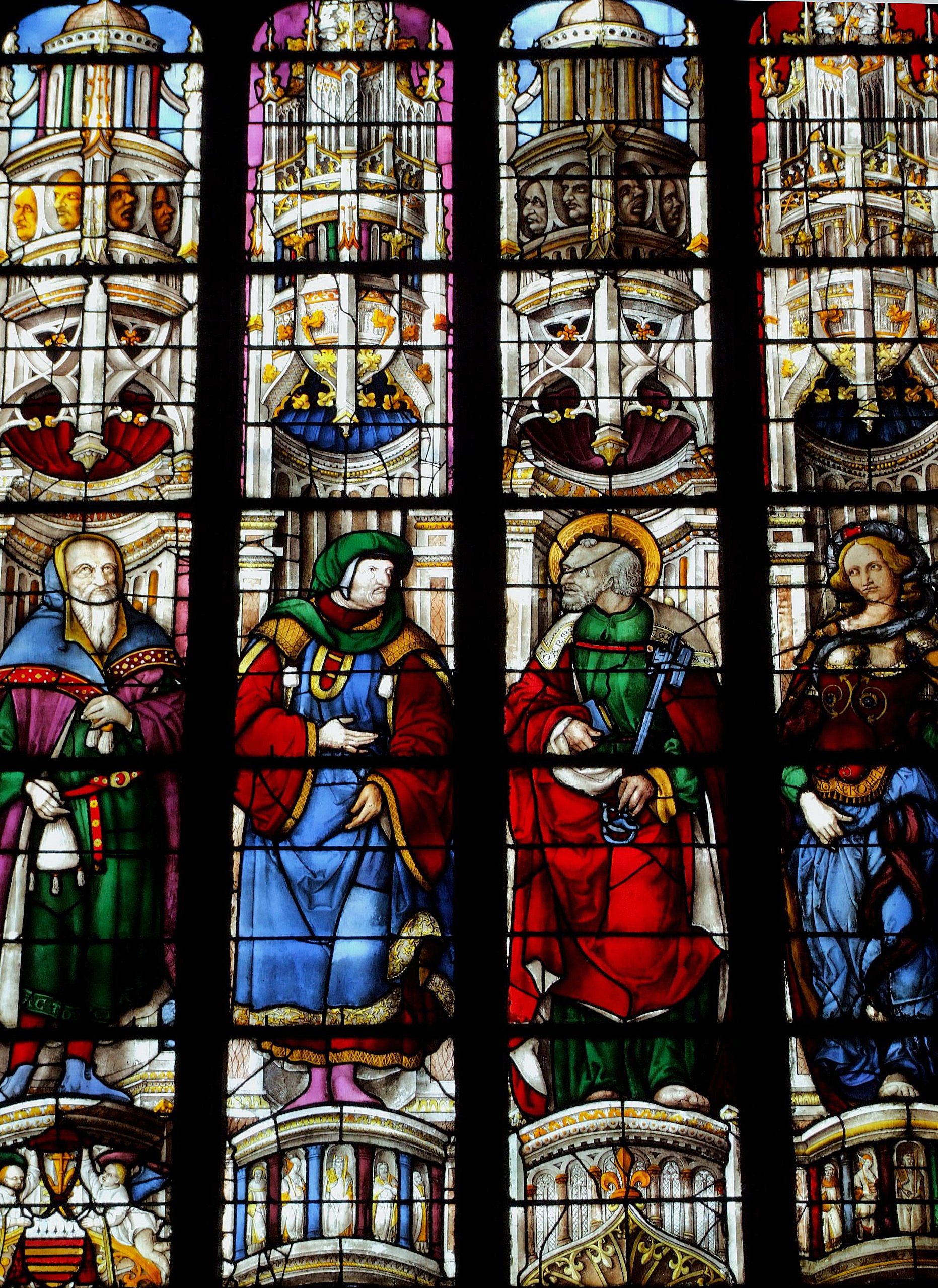
Chapelle du Saint Cœur de Marie : Noé, Ézéchiel, saint Pierre et la Sibylle Érythrée.
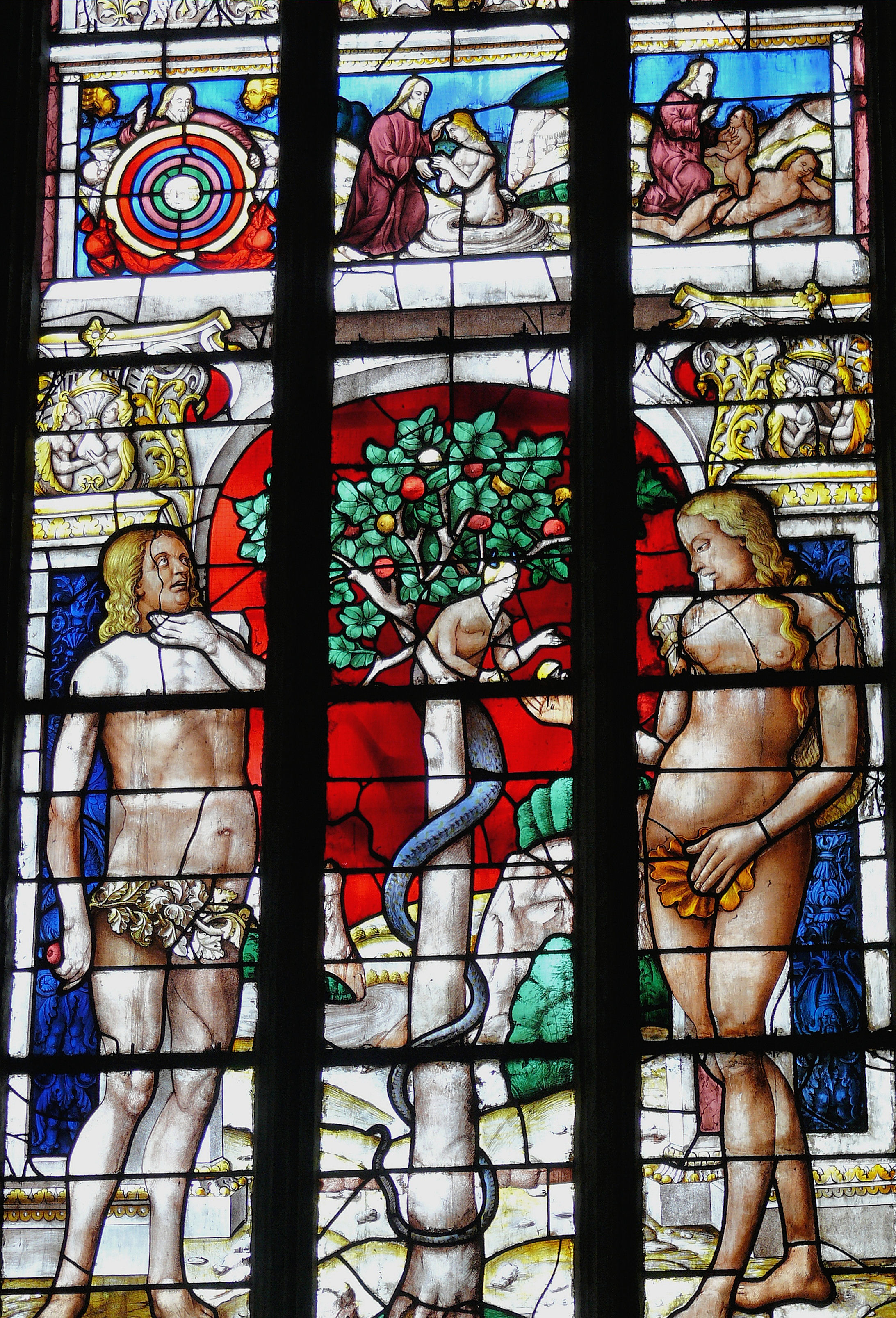
Tentation d'Adam et Ève dans la chapelle du Purgatoire.
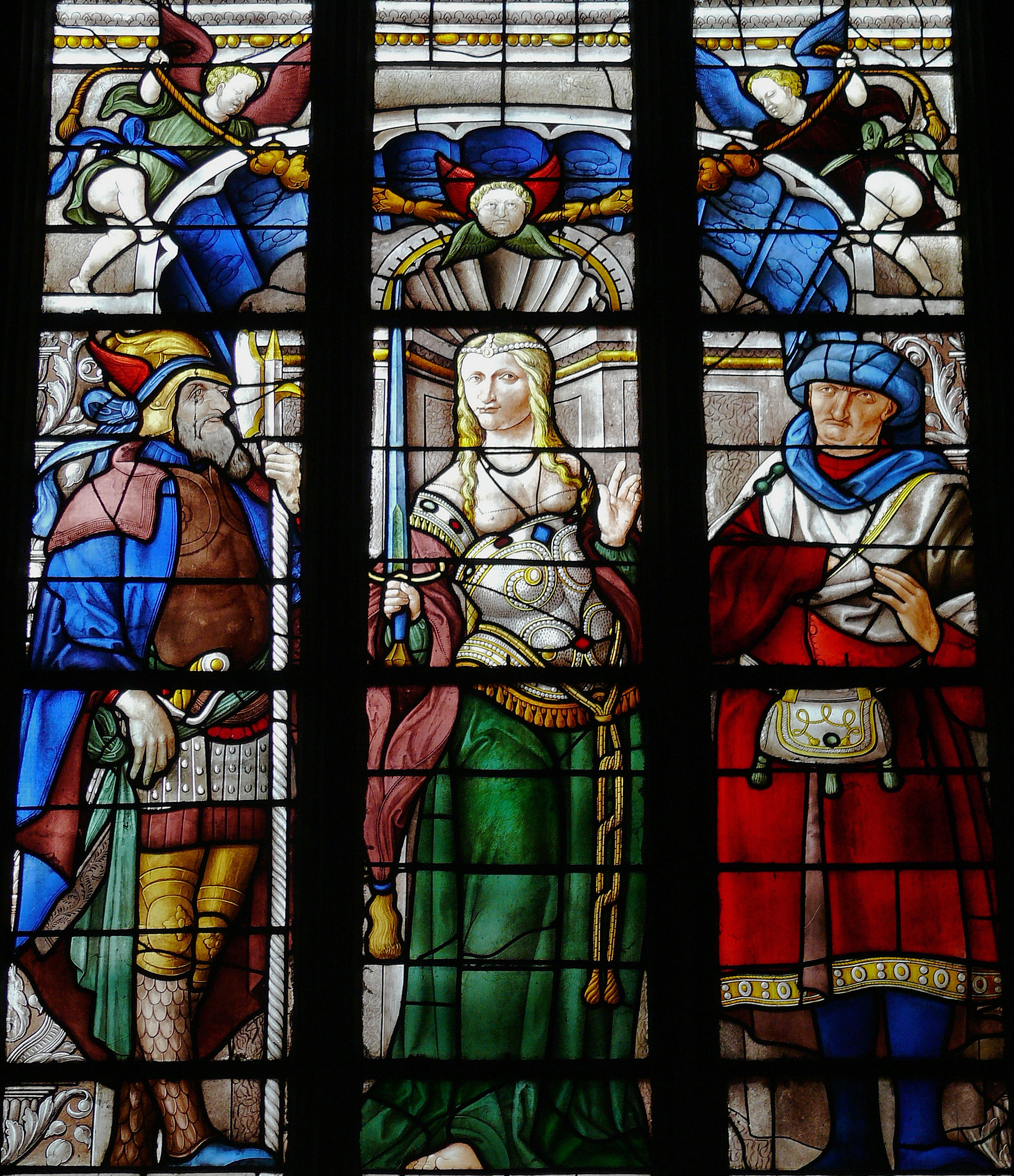
Chapelle Sainte-Catherine : Josué, Sibylle Europa, Amos.
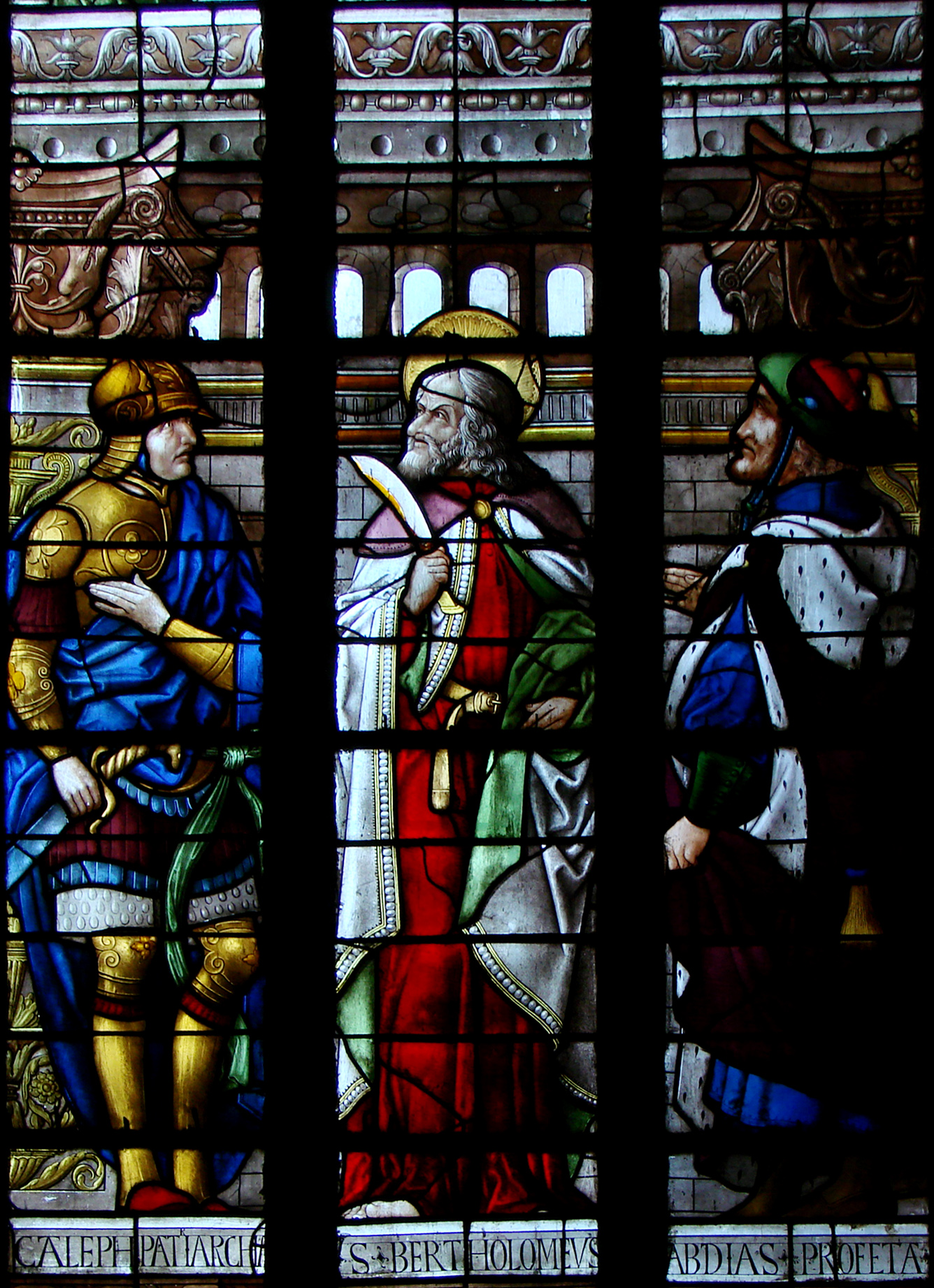
Chapelle Sainte-Catherine : Caleph, saint Barthélemy, Abdias.
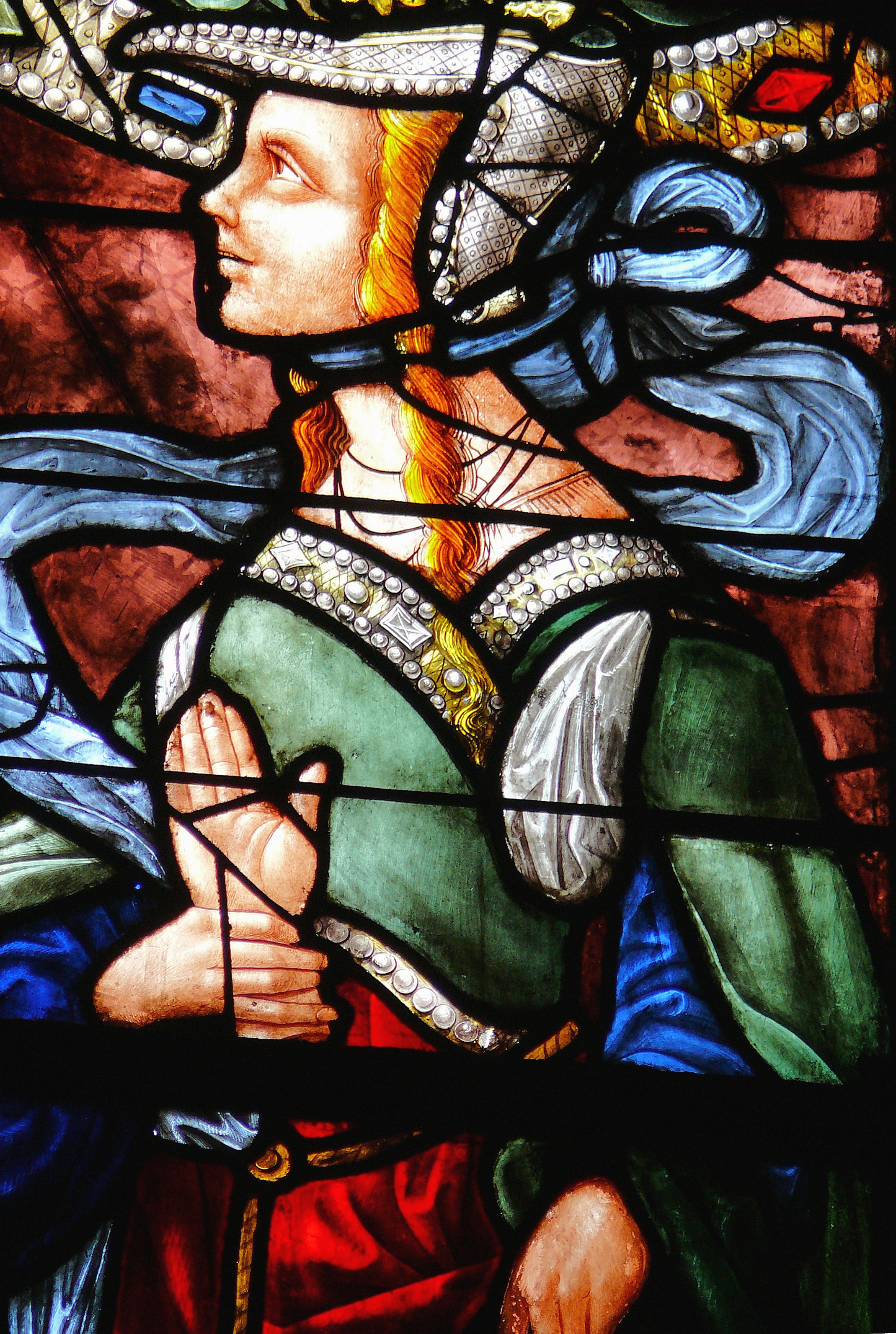
Détail de la Sibylle Tiburtine avec la main coupée.

Chapelle du Saint-Sacrement : Crucifixion.
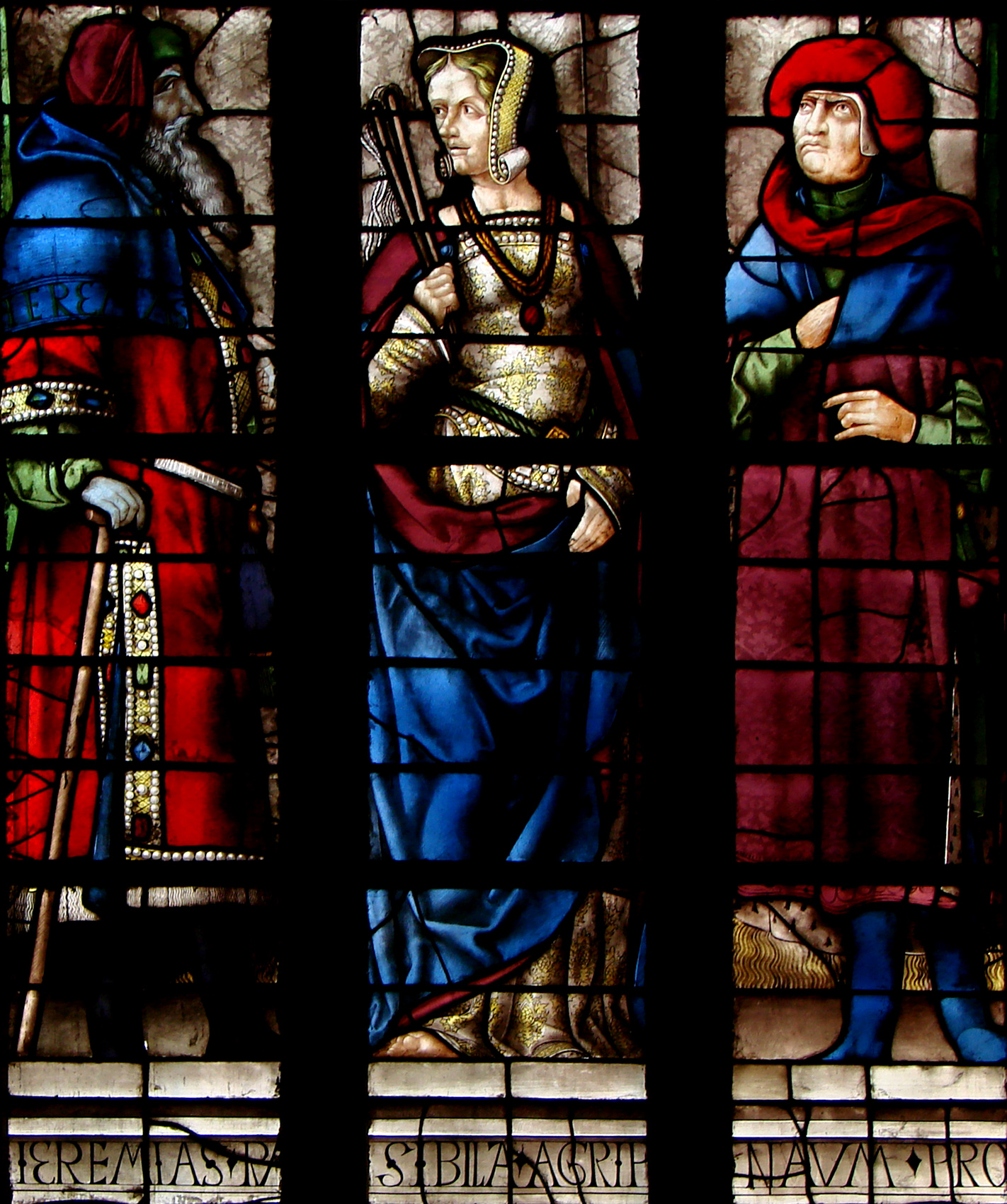
Chapelle Saint-Louis : Jérémie, Sibylle Agrippine, Nahum.
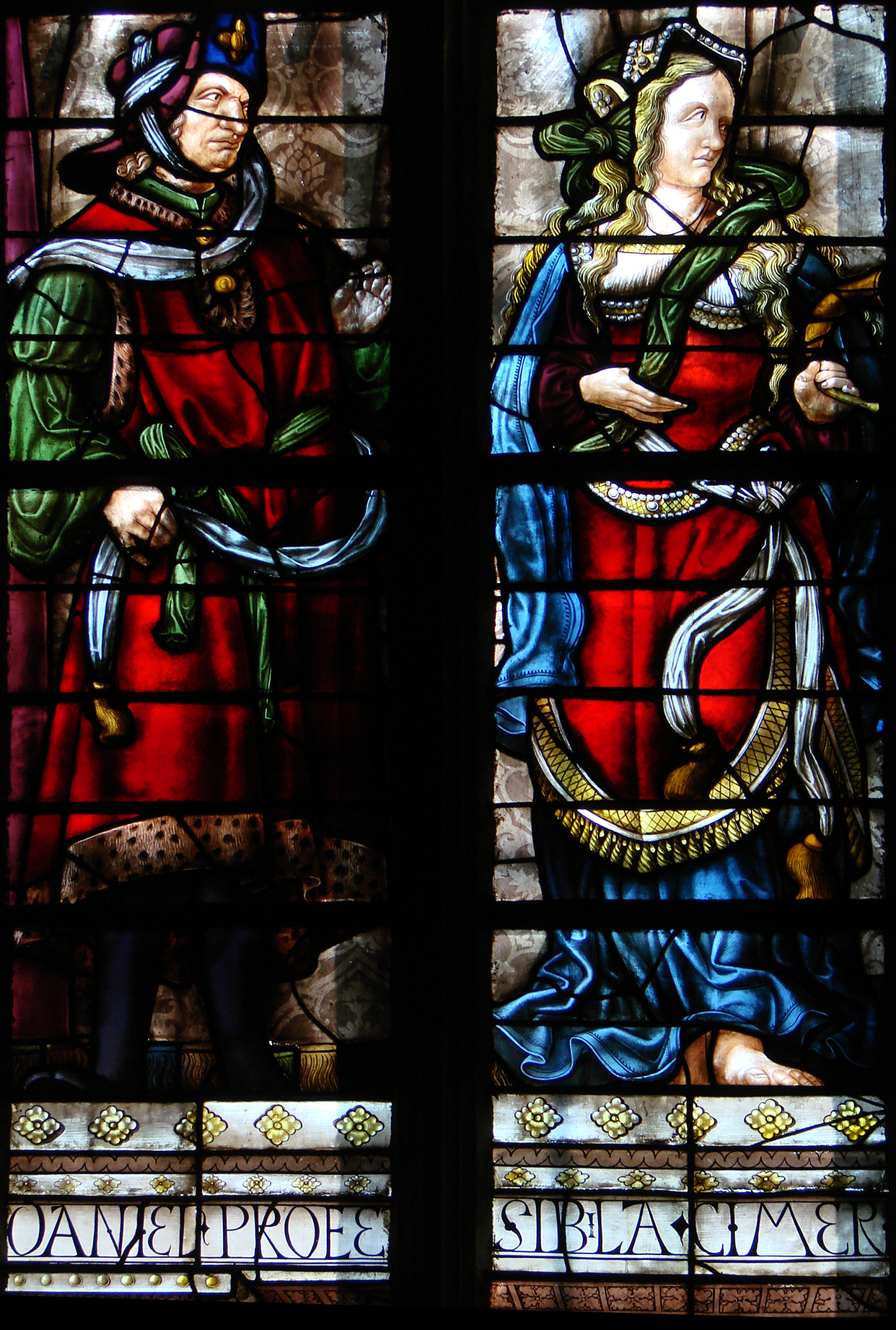
Chapelle Saint-Louis : Daniel, Sibylle Cimmérienne.
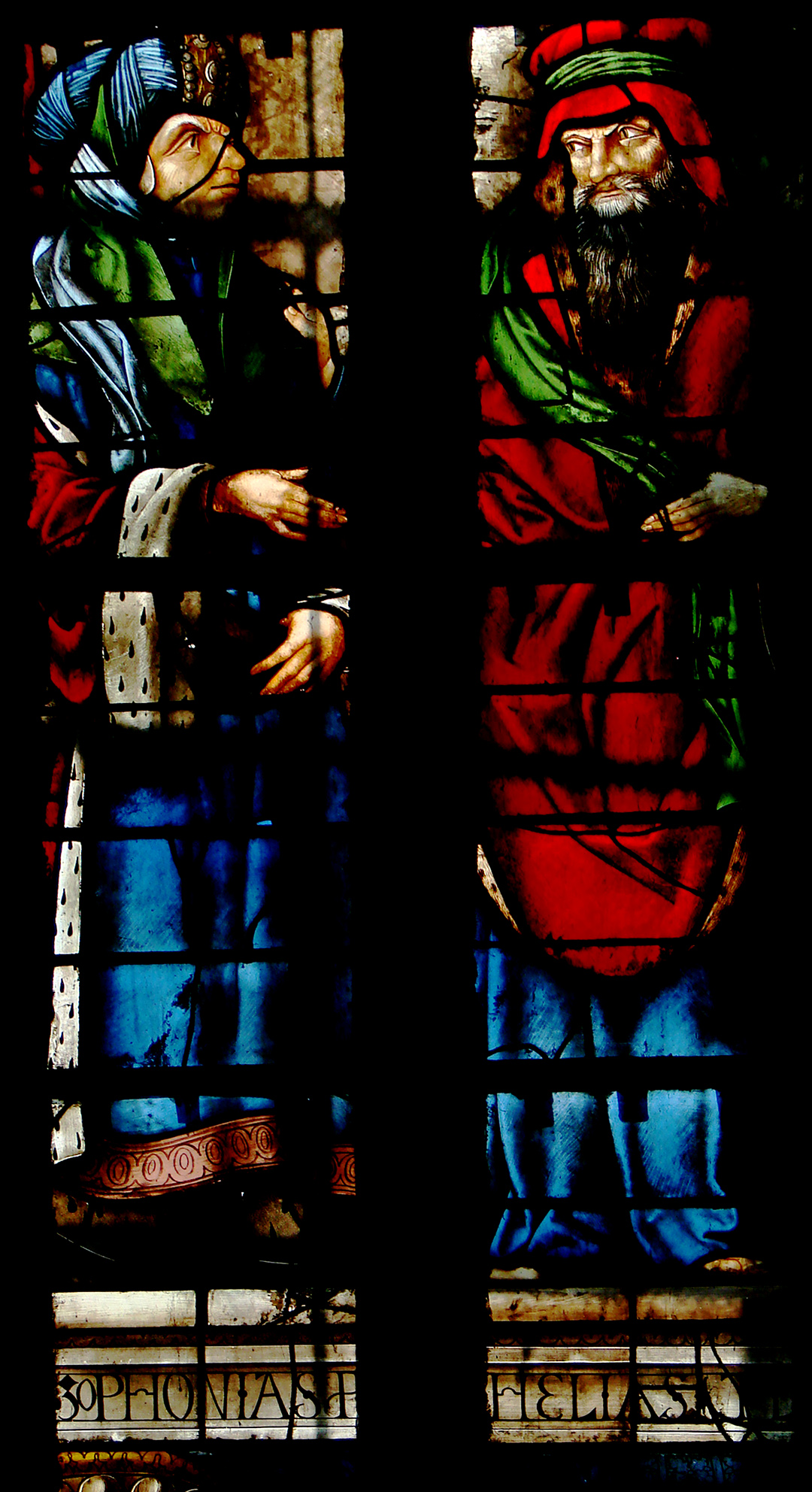
Chapelle Saint-Louis : Sophonie, Elie.
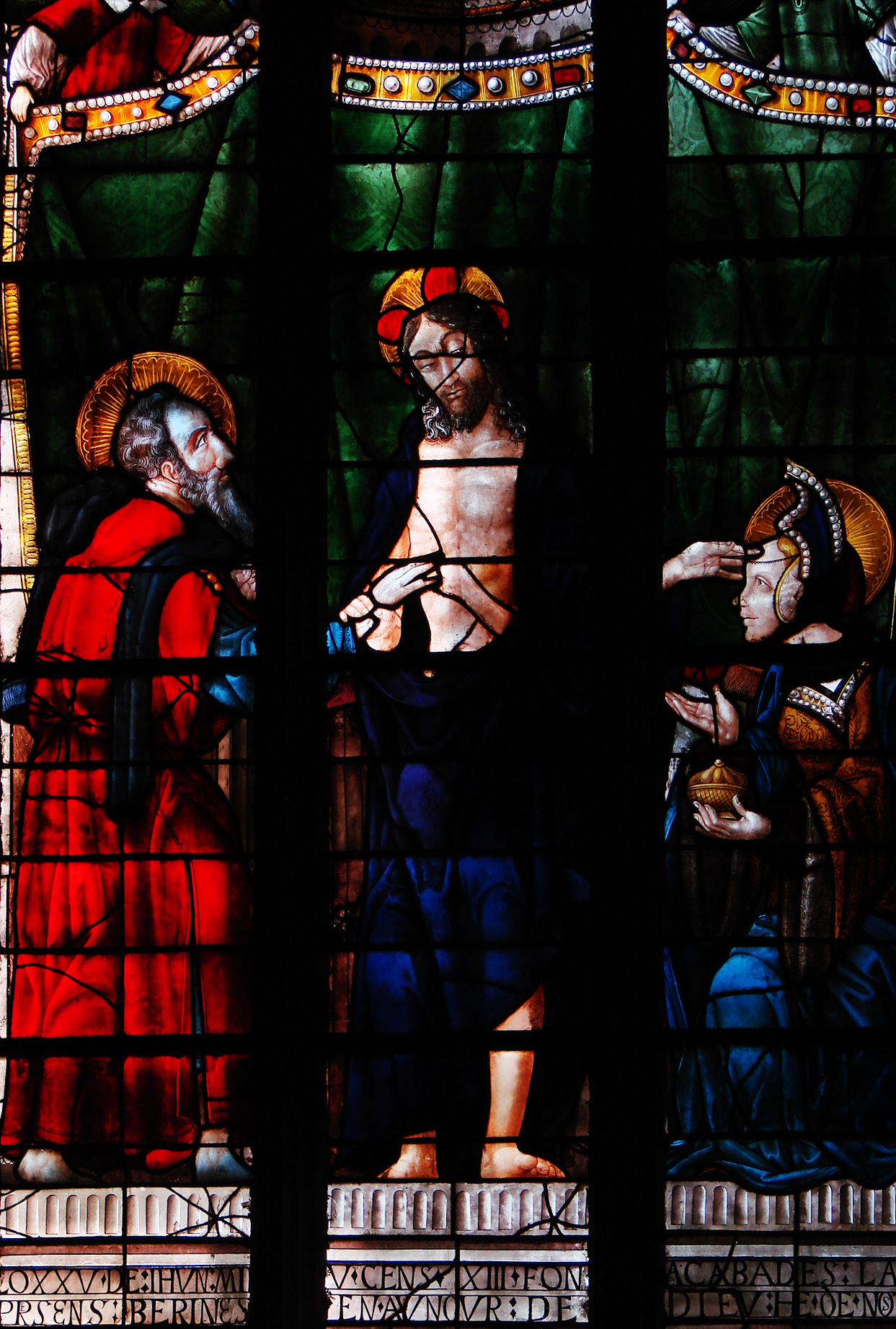
Chapelle de Notre-Dame d'Auch : Jésus-Christ ressuscité prend la main de saint Thomas pour lui faire constater ses plaies et touche de sa main gauche le front de sainte Marie Madeleine.

Les trois verrières de la chapelle Saint-Louis d'Arnaud de Moles ont été restaurées par l'association de deux ateliers de maîtres-verriers, Anne Pinto (Charente) et Claire Babet (Eure-et-Loir), de décembre 2017 à mars 2019.

### Autres verrières
En 1620, les fenêtres hautes du chœur commencent à être posées. Elles sont garnies extérieurement de grillages. Elles ont été réalisées par le verrier d'Auch, François Bierges, et le verrier de Gimont, Pierre Autipout.
En 1641, Jean Cailhon fait poser les grillages de protection de trente-trois fenêtres. Pierre Autipout pose les vitraux des trois roses et des dix-huit fenêtres hautes de la nef.
En 1648-1649, on pose les vitraux des chapelles latérales, œuvres du verrier flamand Jacques Damen.

### Mise au tombeau
La série de verrières d'Arnaud de Moles s'interrompt à la chapelle du Saint-Sépulcre où se trouve la Mise au tombeau. C'est une œuvre qui a été attribuée à Arnaud de Moles à cause de la parenté de certains détails du profil des visages. Émile Mâle a montré que la Mise au tombeau s'inspire plus de la mise en scène des mystères que des Évangiles. Cependant, la représentation est basée sur les Évangiles de Matthieu 27,55-61 et de Jean 19,38-42.
Les deux vieillards, Nicodème et Joseph d'Arimathie tiennent le linceul du Christ. Joseph d'Arimathie tient la tête de Jésus, Nicodème tient les pieds. Cette disposition est due à la différence de statut social des deux personnages : Joseph d'Arimathie est un membre du Conseil du Sanhédrin qui a offert le tombeau, Nicodème est un scribe. Derrière, saint Jean à gauche soutient Marie, mère de Jésus, qui est placée près de la tête. L'Évangile de Matthieu cite trois autres femmes : Marie, mère de Jacques le Mineur et de Joseph, Salomé, la mère des fils de Zébédée Jacques le Majeur et Jean, et Marie de Magdala. À côté de la Vierge, on voit une femme qui porte la couronne d'épines, puis deux saintes femmes dont Marie-Madeleine à l'extrémité droite.
Au-dessus, le Trône de Gloire : Dieu le Père tient entre ses mains le Christ en croix, une colombe symbolisant le Saint-Esprit se trouve entre le Père et le Fils. Deux gardes surveillent le tombeau.
La Mise au tombeau est datée du début du XVIe siècle.

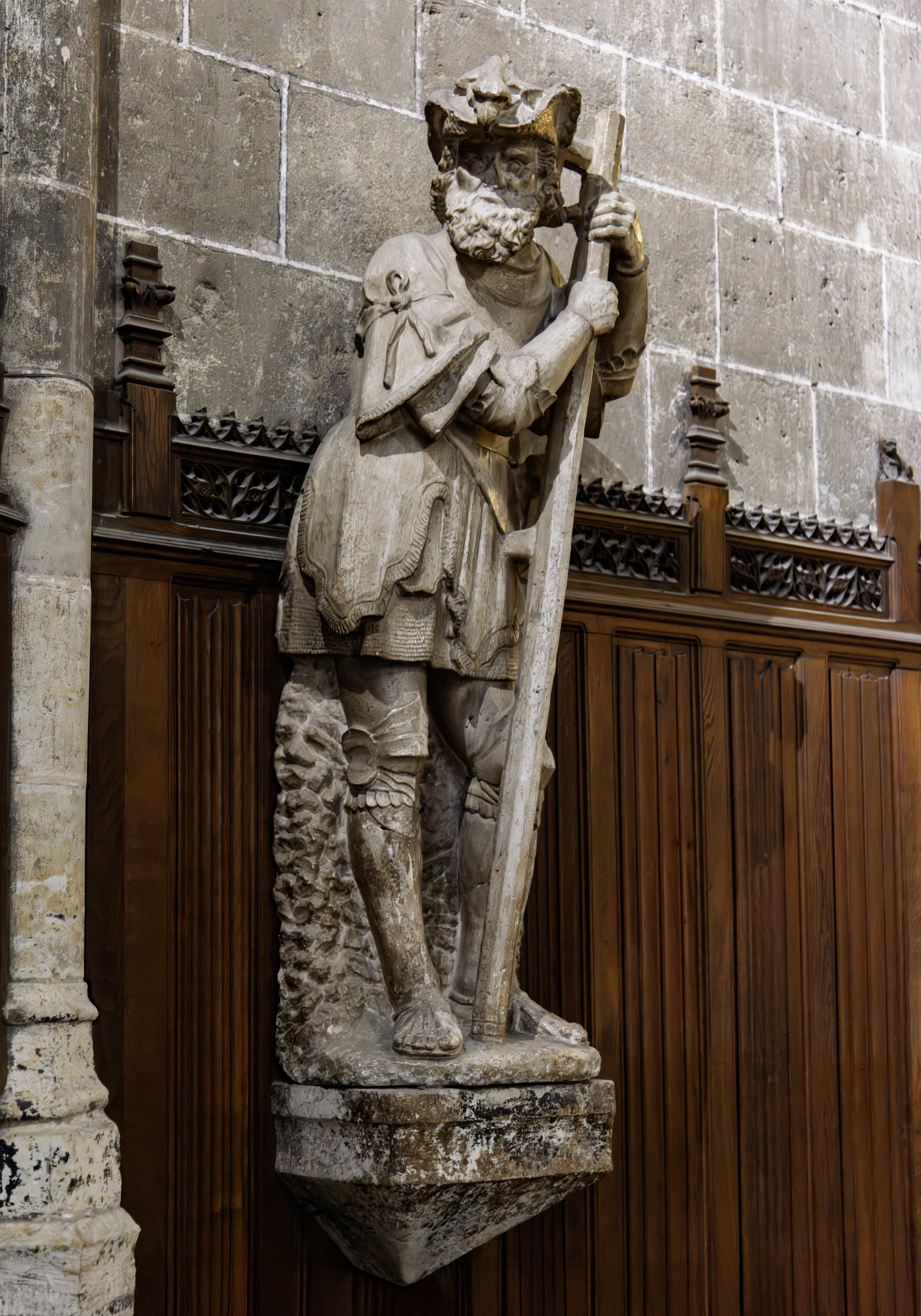
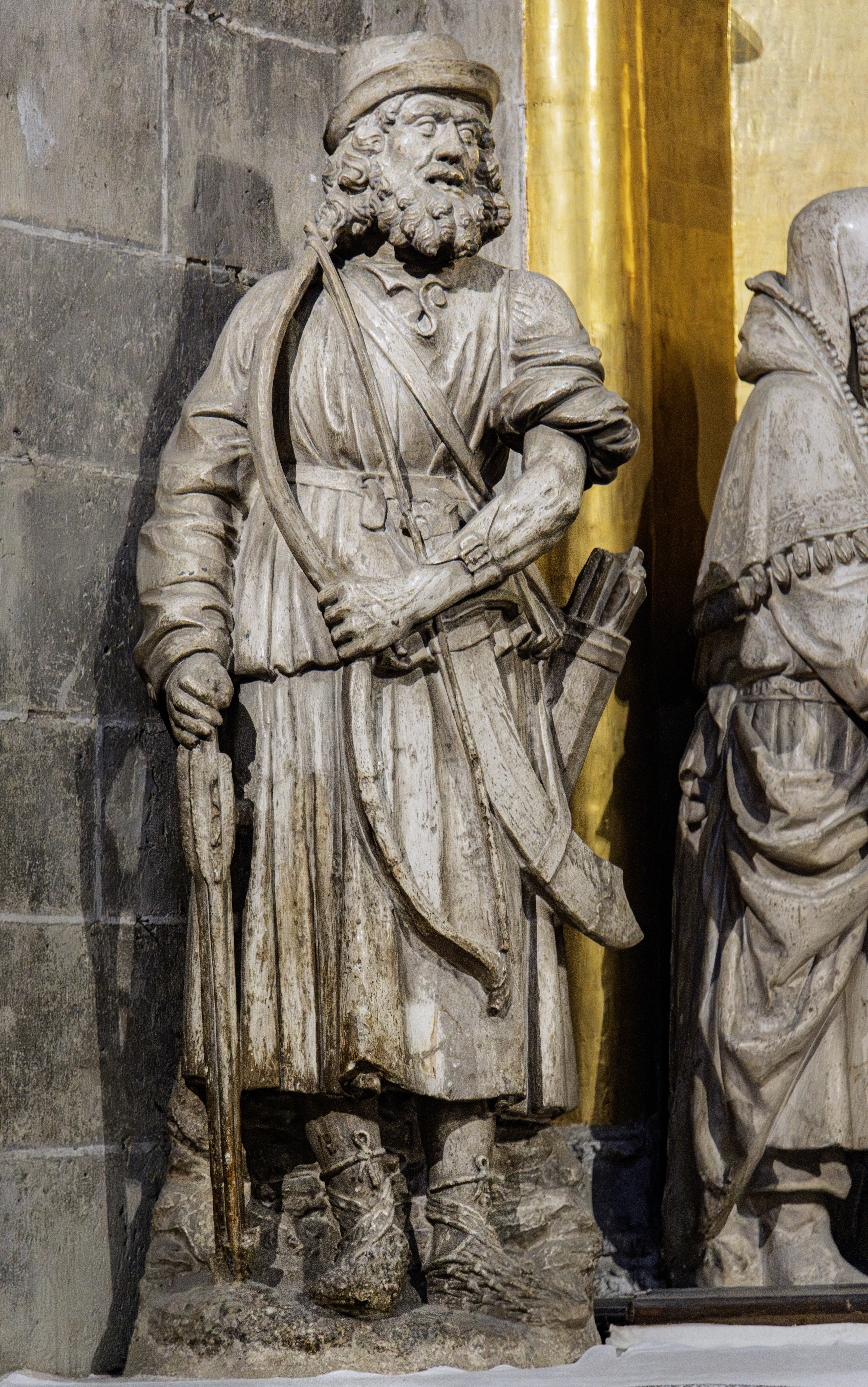
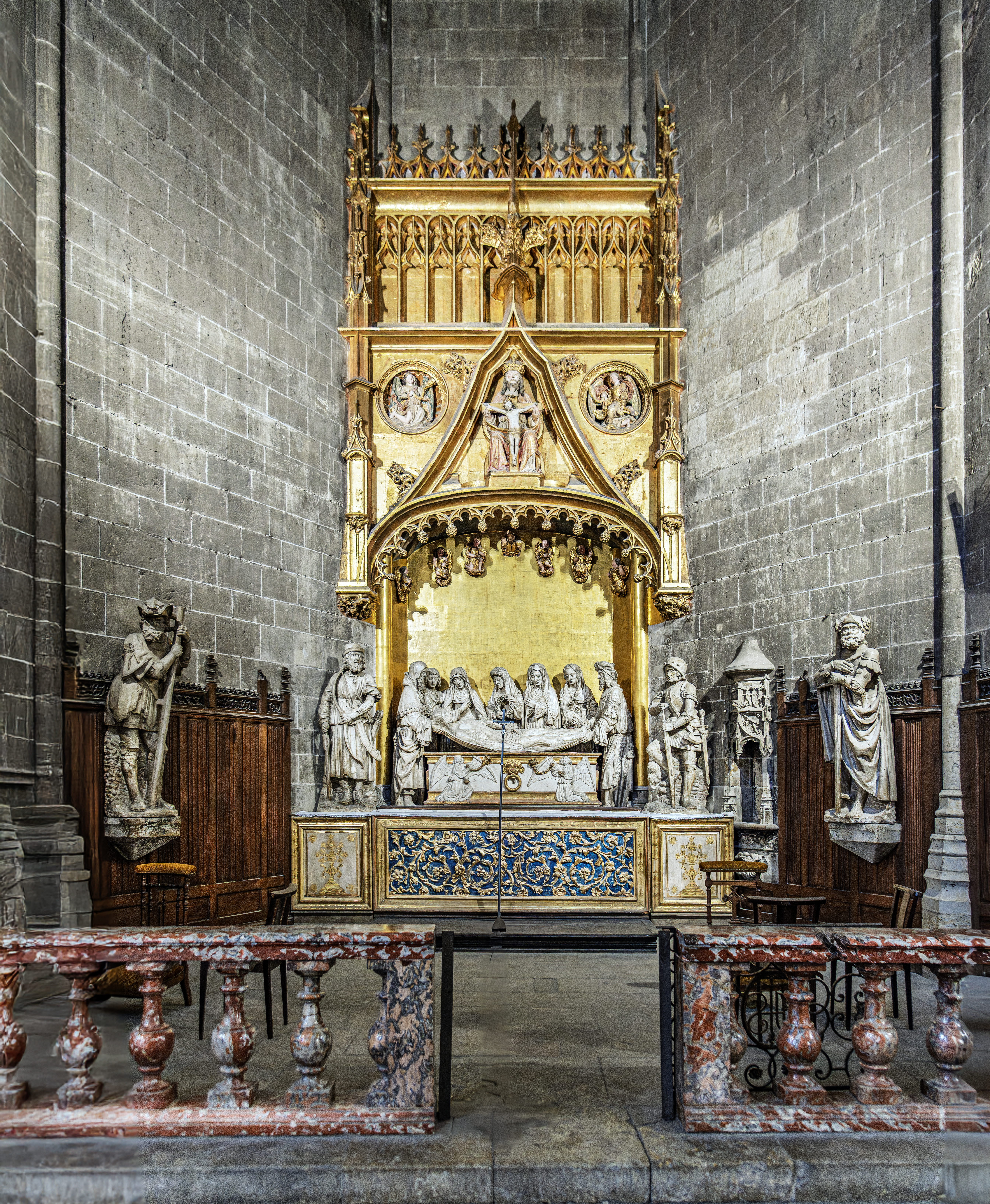
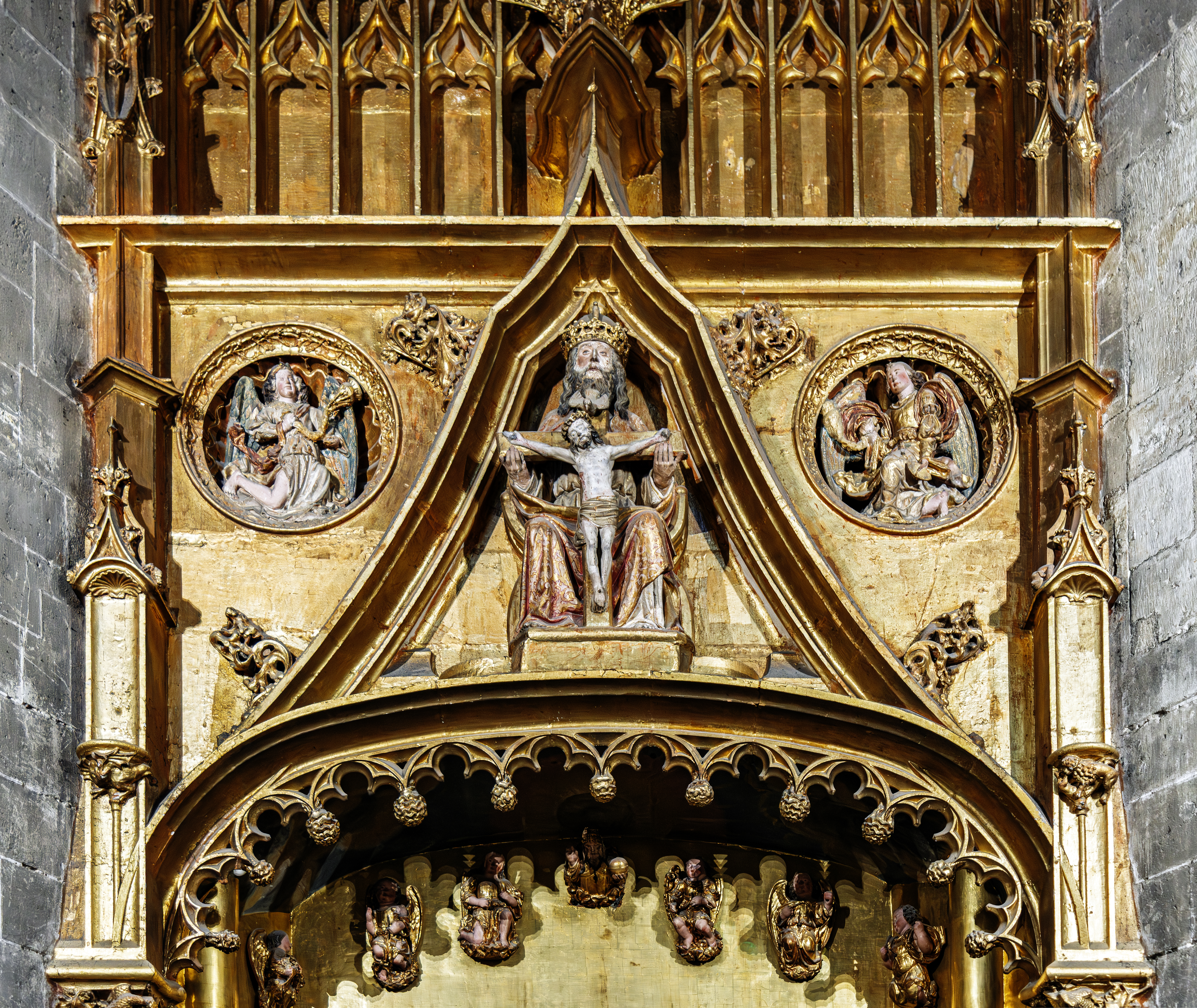
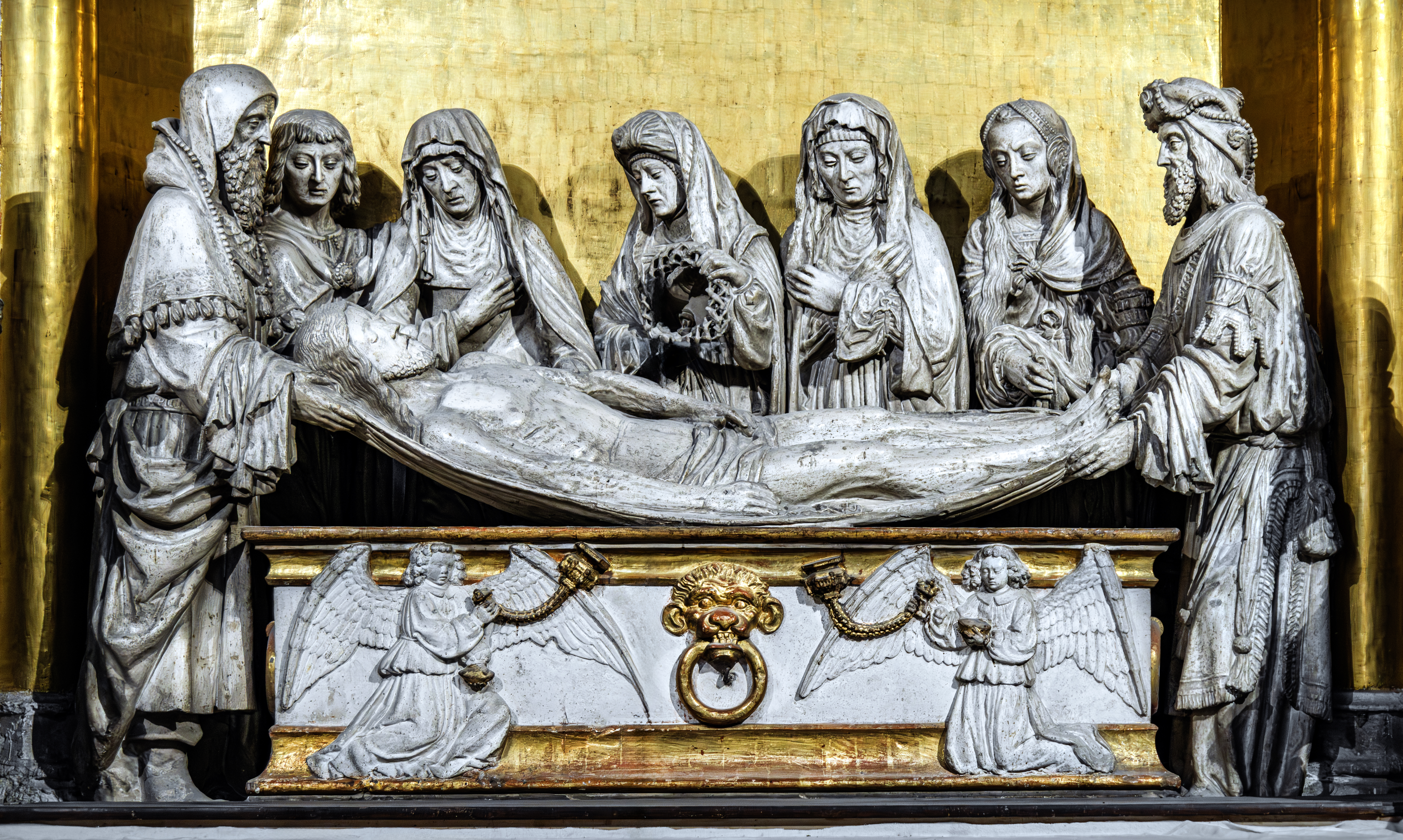
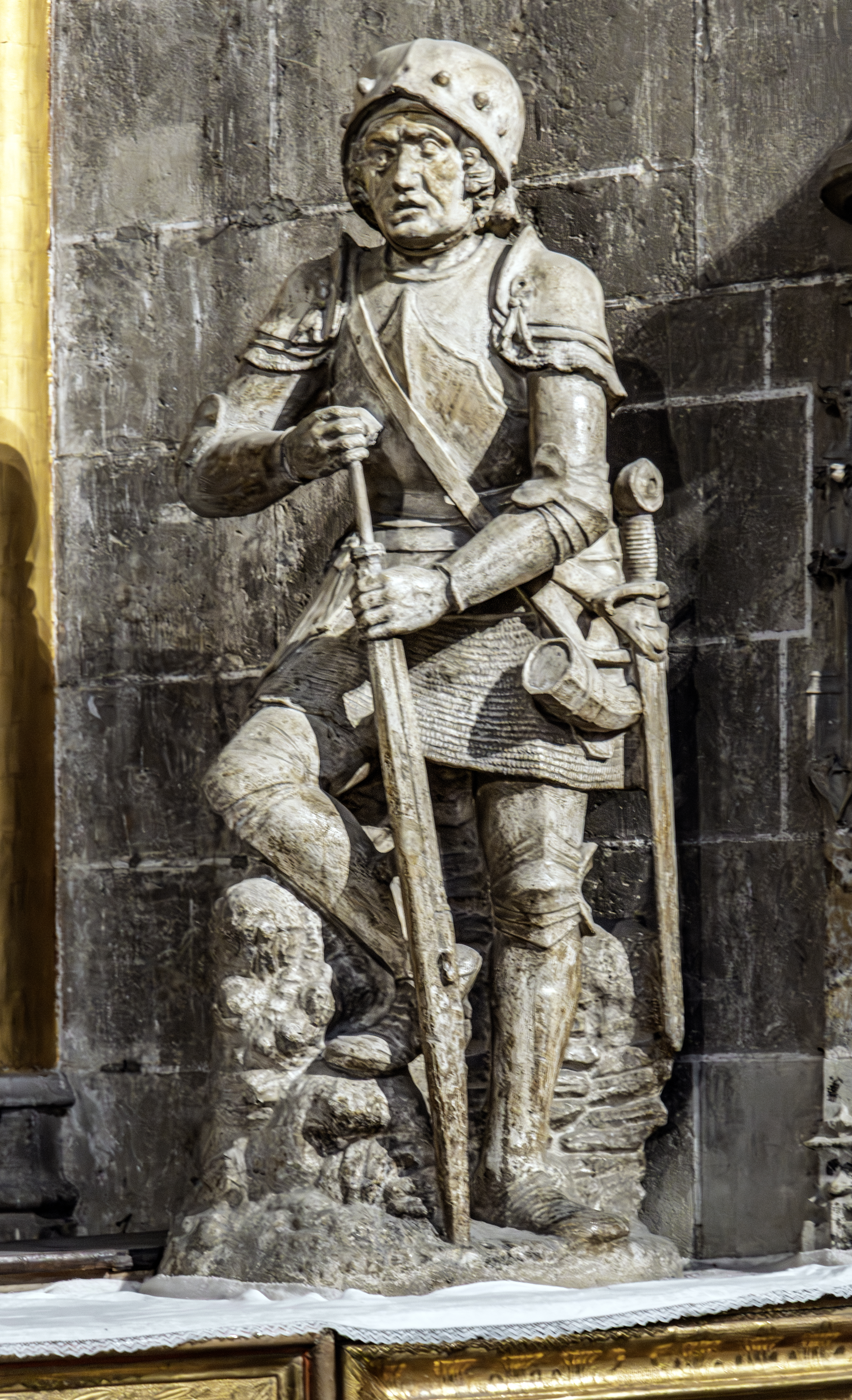
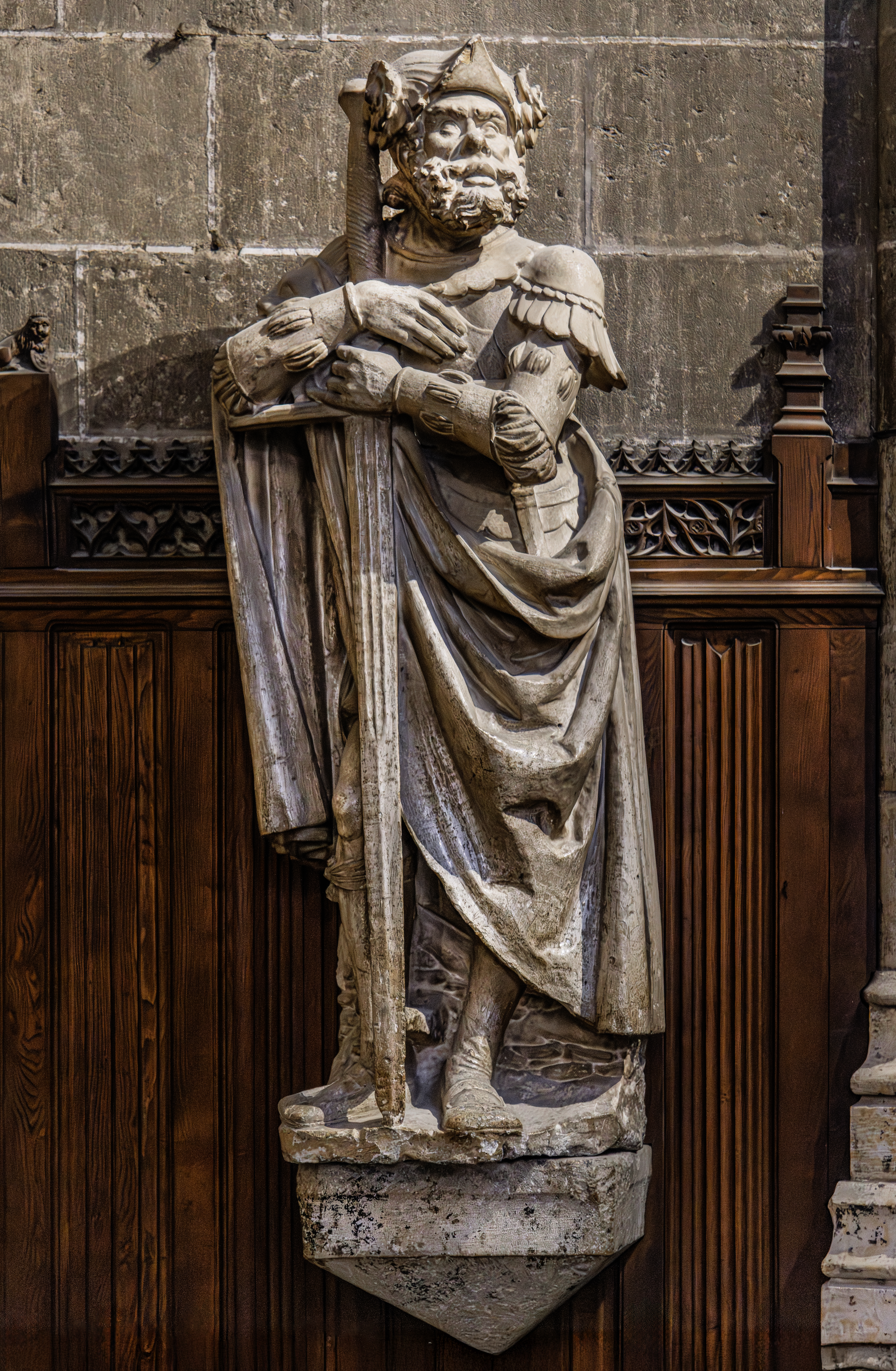

### Chœur
Le chœur d'Auch constitue presque une église dans une église avec ses vastes dimensions, 33,80 m sur 11,80 m. Il est entièrement clôturé par le retable monumental de Pierre II Souffron à l'est, et par les stalles sur les trois autres côtés. Le chœur a reçu, sous Mgr de Salinis, un pavement de mosaïque et, dans son pourtour extérieur, un riche revêtement en chêne clair .
Les colonnes du retable majeur sont en marbre noir fouetté de blanc et proviennent de la carrière de marbre d'Izaourt (voir les carrières de marbre de la Barousse).
Les stalles en chêne dur et patiné sont au nombre de 112 dont 40 basses. Il y a 60 hauts dossiers avec une grande figure, sauf les deux hautes stalles réservées où il y a deux grandes figures. Chaque haut dossier est séparé par des contreforts ornés chacun de quatre figures. L'ensemble comprend un dais continu que couronne une crête. Elles sont en cœur de chêne, longtemps resté immergé dans l'eau. Si l'origine des travaux est estimée aux alentours de 1510, étalés sur plus de quarante ans, on ignore totalement le nom des auteurs, si ce n'est le dernier, chargé des derniers aménagements, en 1552-1554 : le sculpteur toulousain Dominique Bertin. Les stalles présentent une exceptionnelle richesse d'ornementation, pas moins de 1 500 motifs différents : représentations bibliques, vies des saints, mythologie, faune et flore, bestiaire fantastique, mêlant donc la ferveur mystique du Moyen Âge et l'éclectisme humaniste de la Renaissance.
Au centre du chœur était disposé un lutrin de style renaissance pour les antiphonaires.
Comme pour les vitraux, c'est un mélange de personnages de l'Ancien, du Nouveau Testament et de Sibylles voulant montrer le parallélisme entre les prophéties et leur réalisation par la venue du Christ.
Mgr Douais donnait les indications suivantes en 1896 :
- les stalles no 1 à 22 auraient été faites entre 1515 et 1518 ;
- celles du no 23 à 32 et 40 à 49, sous l'épiscopat du cardinal de Tournon (1538-1551) ;
- le reste sous l'épiscopat du cardinal d'Este (1551-1563).

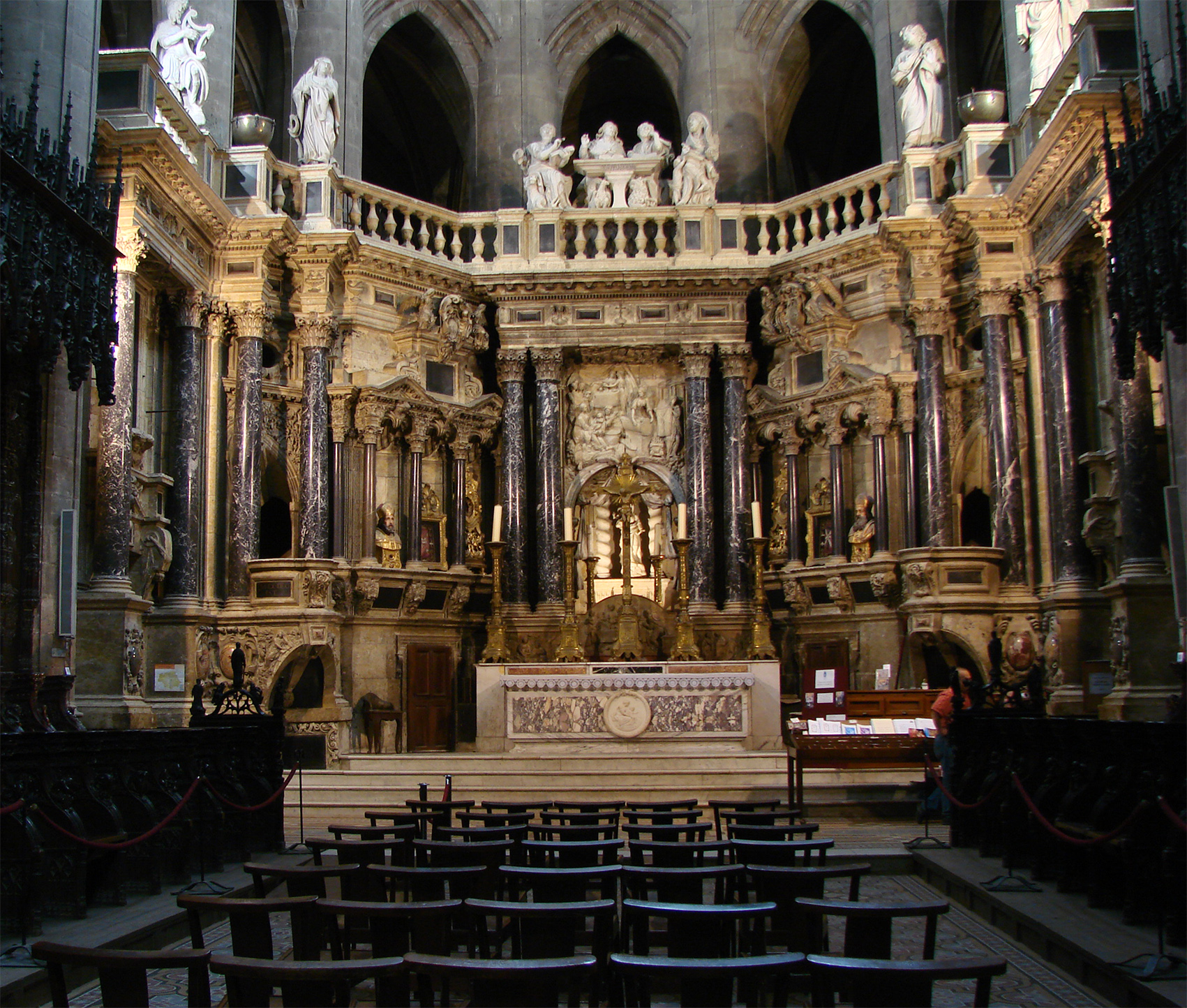
Grand autel du chœur de Pierre II Souffon.
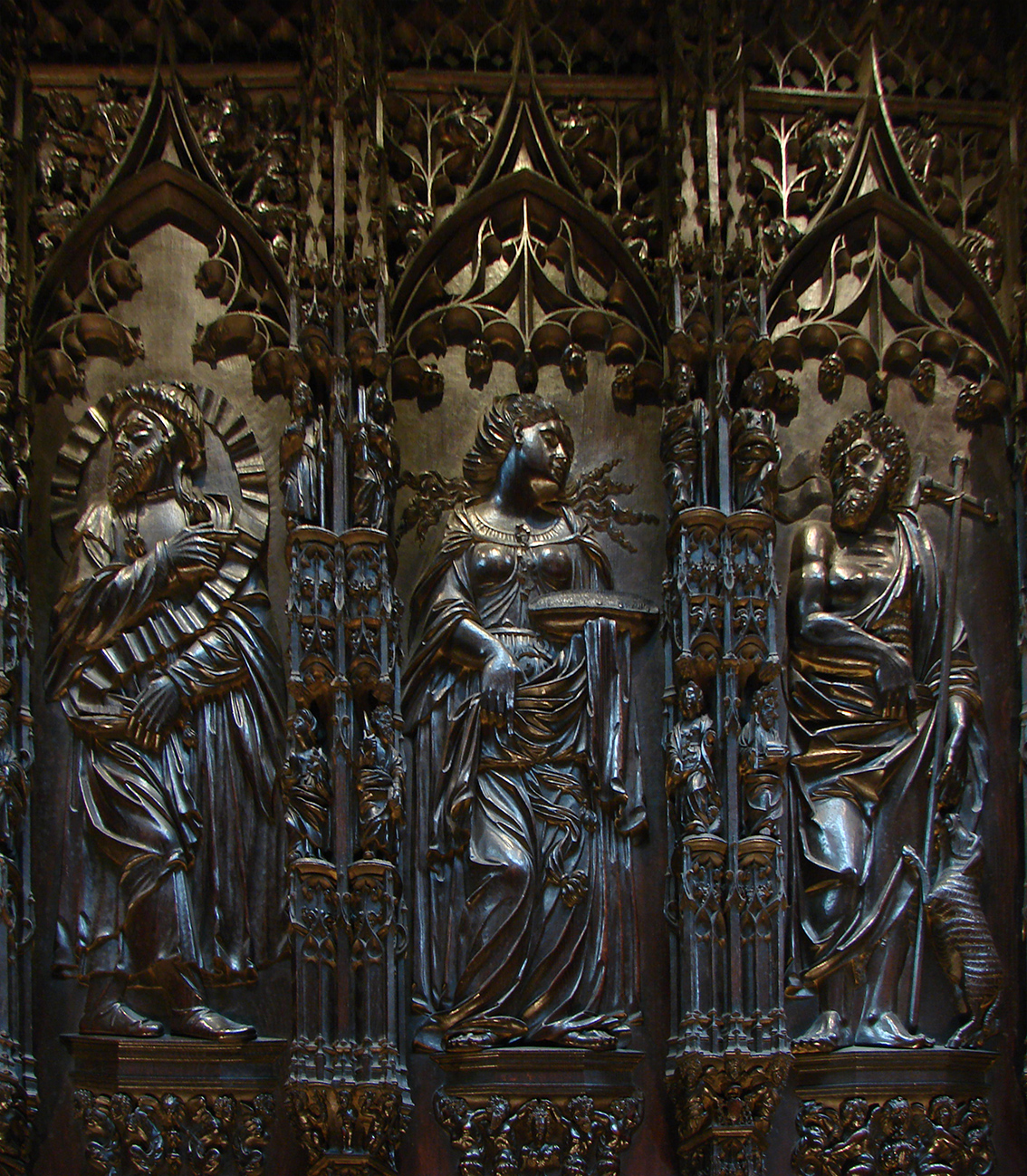
Stalles.
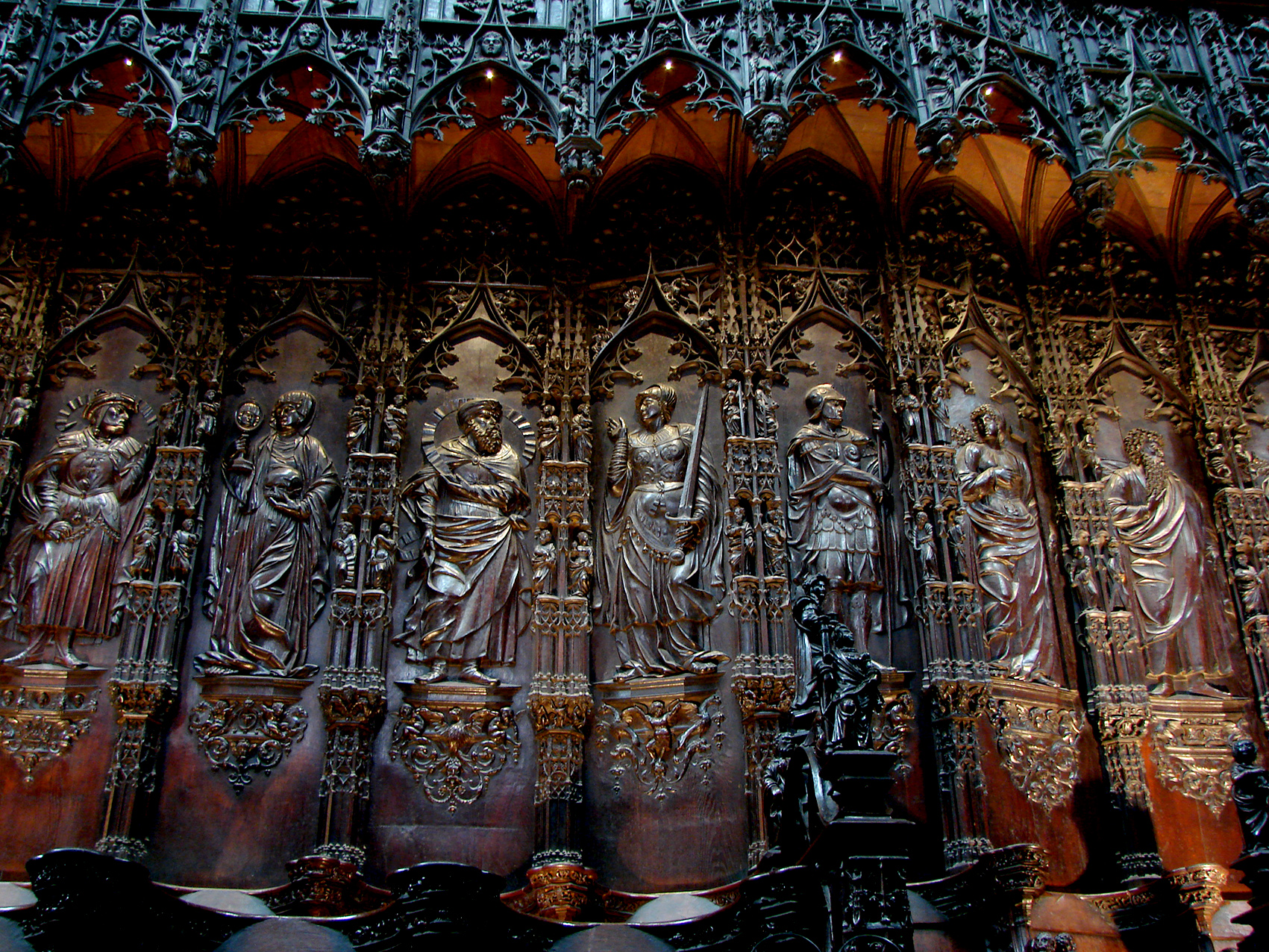
Stalles.
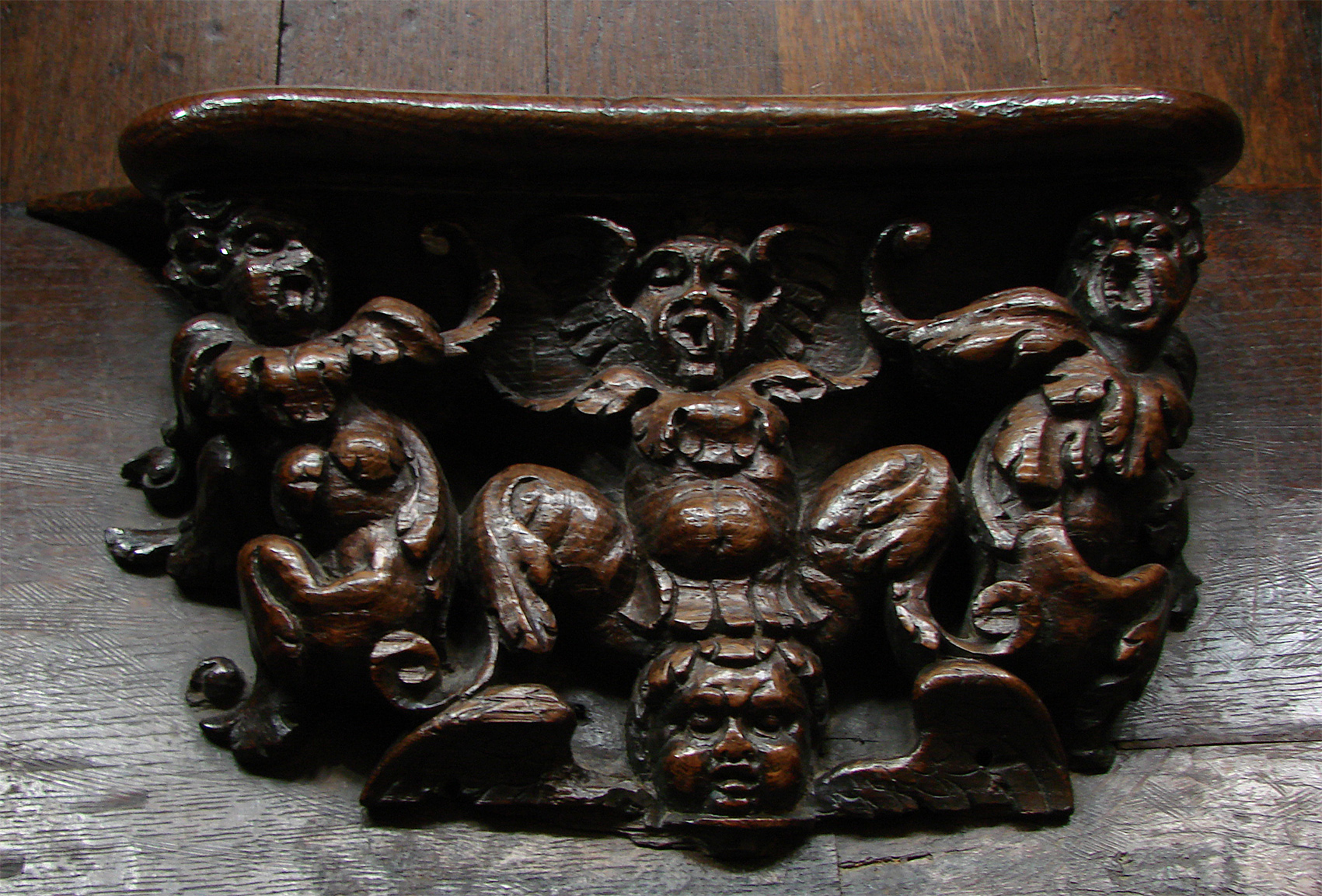
Miséricorde.
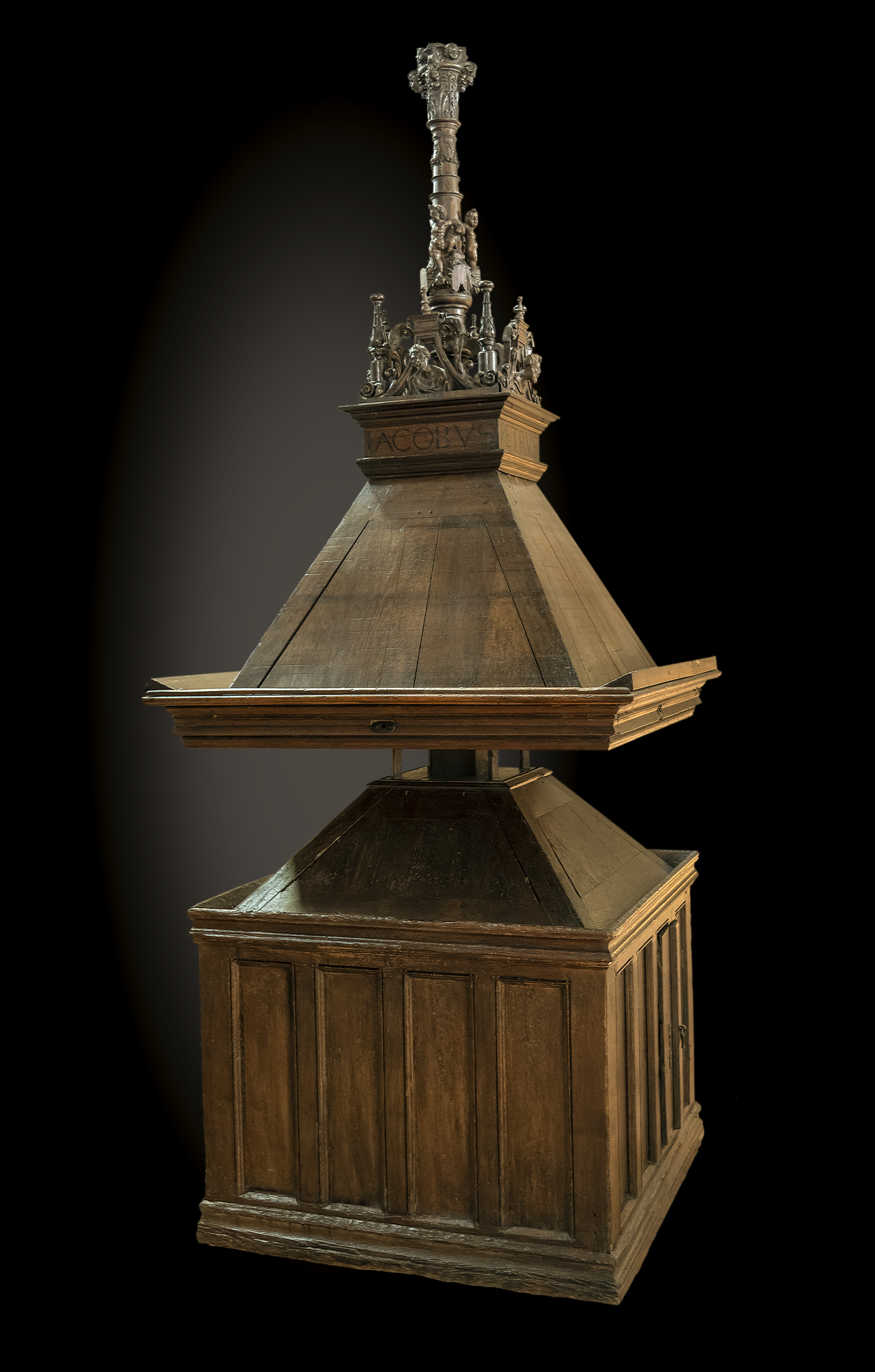
Lutrin 1530.

### Jubé
On peut accéder au transept à partir des stalles par la porte du fond dite porte d'honneur. Il y avait autrefois au-dessus de cette porte un jubé « décoré de colonnes couplées d'ordre corinthien, de marbre du Languedoc, posées sur des piédestaux supportant un entablement couronné d'une balustrade de marbre rouge d'Italie ;… Sur la corniche de la porte, en avancement, on voyait les quatre Évangélistes assis près d'une table de forme antique, ayant chacun près de lui le symbole qui le caractérise. Ce groupe est de marbre blanc. Sous la table cette inscription « Gervais Drouet a accompli ce jubé avec les figures, l'an 1671 » (P. Sentetz). En plus des figures des Évangélistes il y avait quatre statues de marbre blanc plus grandes que nature représentant aux extrémités David, Josué, et au centre la Vierge et saint Jean de part et d'autre d'un grand crucifix en bois doré. Le contrat avait été passé le 25 mars 1665. Les escaliers à vis qui y menaient avait été commandés à l'architecte Pierre Miressou le 18 juillet 1670.
Le crucifix a été brûlé en 1793. Le jubé, démoli sous l'épiscopat de Mgr de Salinis (1856-1861) et remplacé par l'avant chœur actuel. Les sculptures ont été placées sur la plateforme qui se trouve au-dessus du grand retable du chœur.

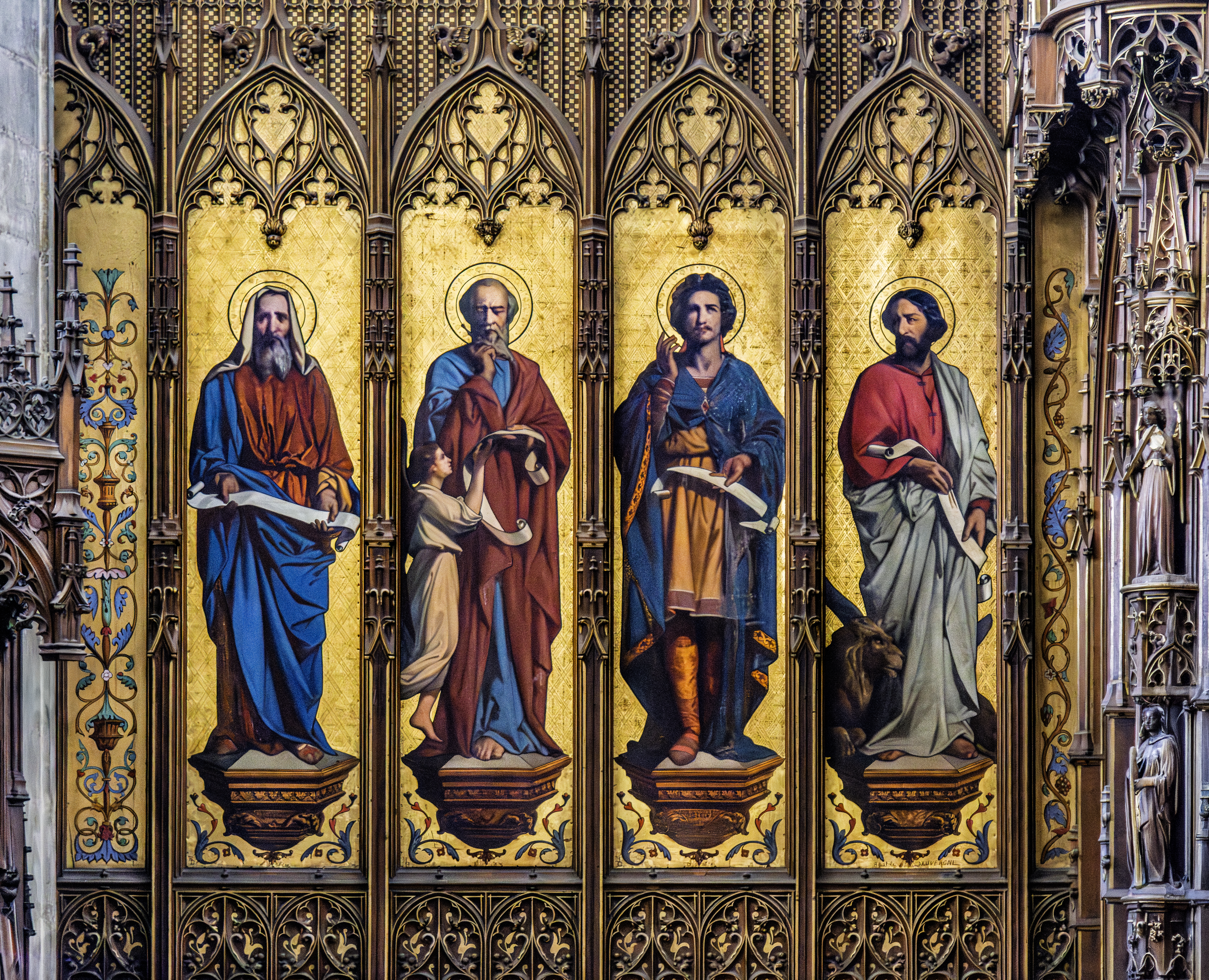
Retable de l'avant chœur partie gauche - réalisé sous l'épiscopat de Mgr de Salinis.
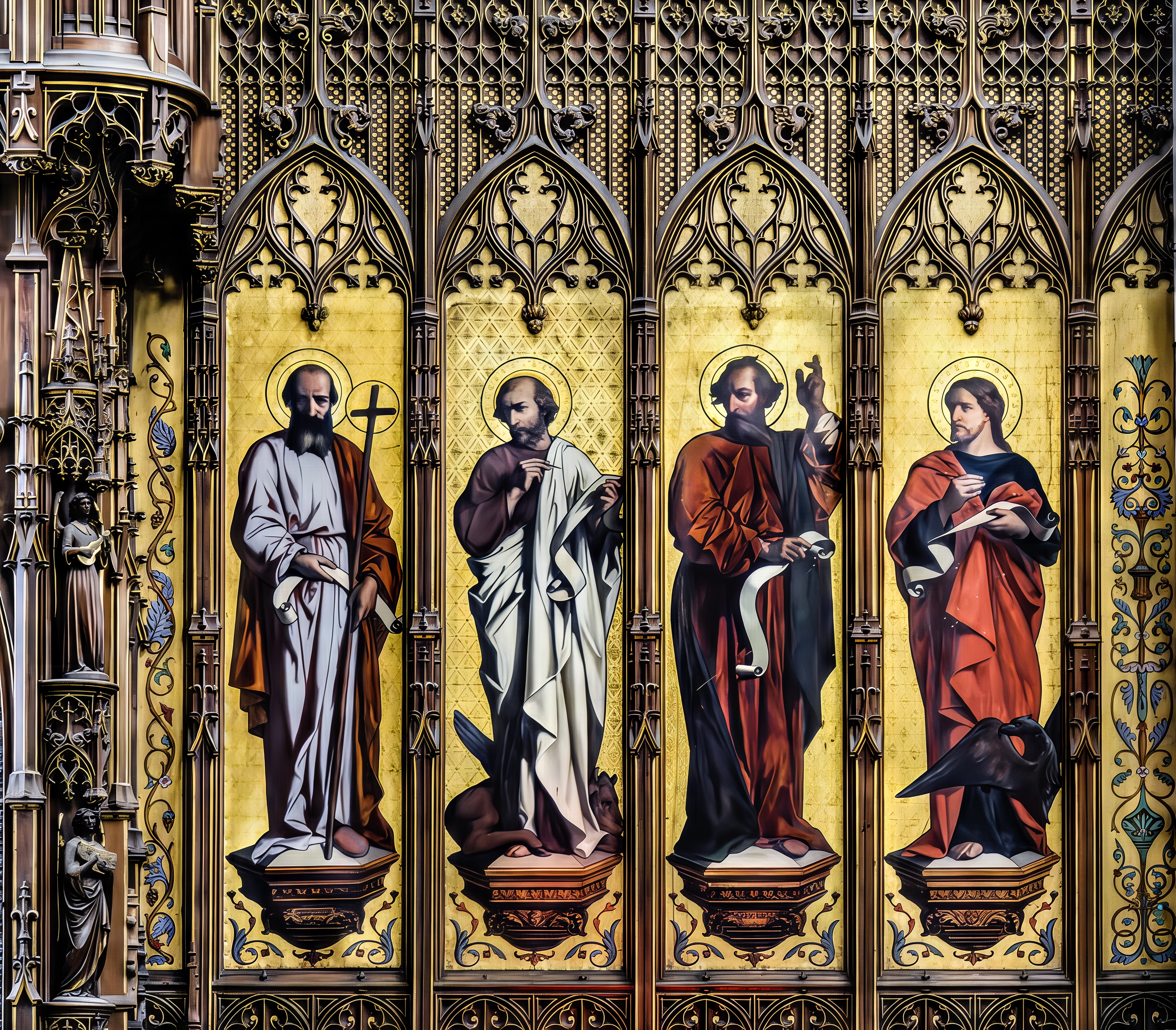
Retable de l'avant chœur partie droite - réalisé sous l'épiscopat de Mgr de Salinis.
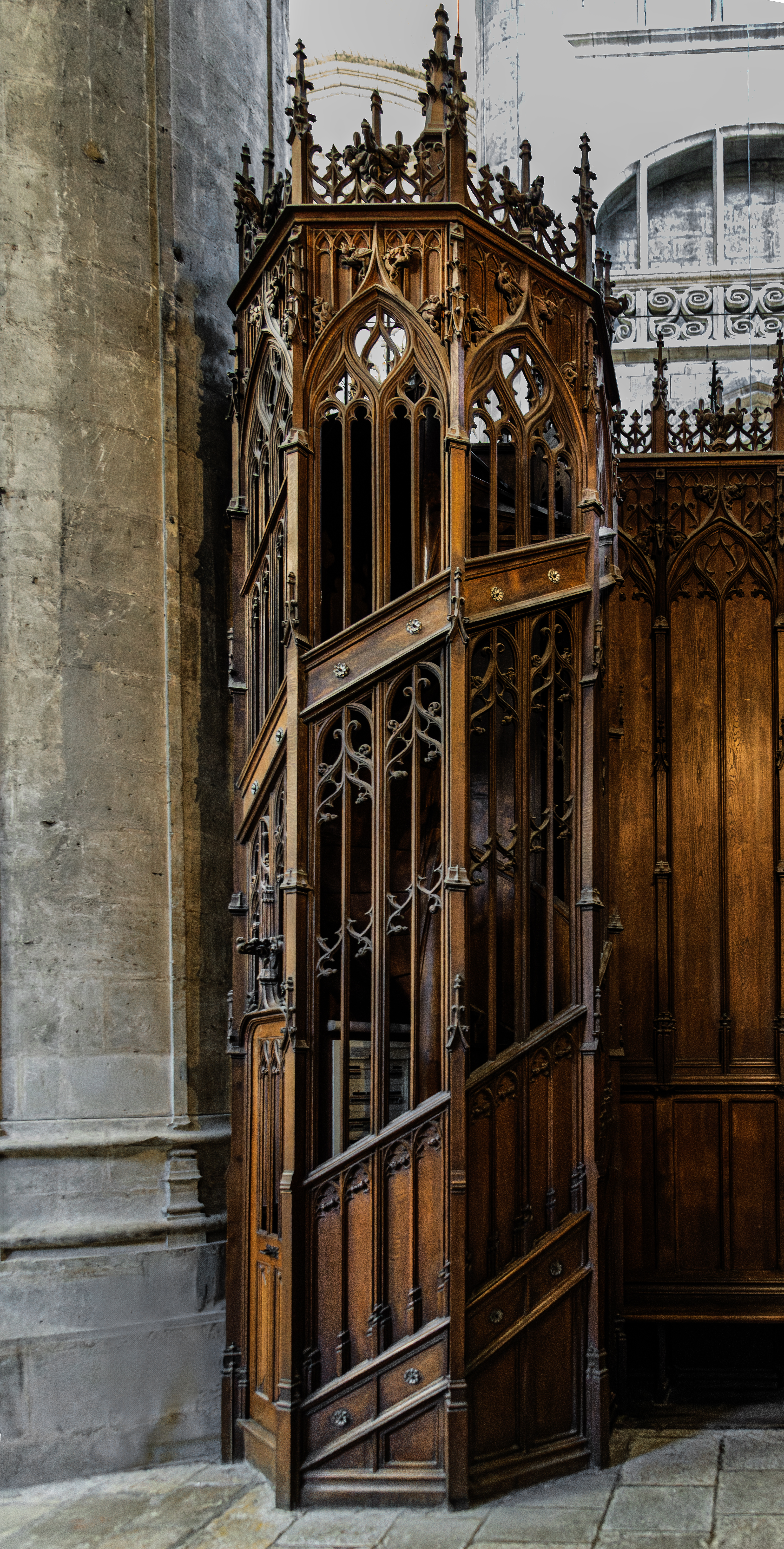
Escaliers à vis du Grand Chœur par Pierre Miressou.

### Orgues
La cathédrale est pourvue de deux orgues d'époques différentes
- orgue de tribune : le grand orgue de Jean de Joyeuse, terminé en juin 1694[20]. L'organier avait reçu le 4 mai 1687 la somme de 60 livres pour venir à Auch où il arrive en 1688 et prend l'engagement de livrer en cinq ans un magnifique instrument, dont la composition est fixée en accord avec l'archevêque de Labaume de Suze et la fabrique de la cathédrale.

La tribune d'orgue a été réalisée en 1689 par les trois architectes, Barthélemy Duran, son fils Pierre Duran, et Barthélemy Biamouret. Le bail définitif pour la construction du grand orgue est passé le 29 janvier 1690 pour la somme de 16 000 livres. Le grand orgue est oublié au XIXe siècle, ce qui lui permet d'échapper à l'adaptation à la musique romantique. En 1932, l'orgue est découvert silencieux mais intact par le musicologue Norbert Dufourcq. Il est restauré à partir de 1954 par Victor Gonzalez et inauguré le 4 mai 1958 ,. Le résultat de cette restauration ne fait pas l'unanimité car elle lui a fait perdre sa spécificité. Une nouvelle restauration est entreprise en 1994 par Jean-François Muno pour lui faire retrouver le son originel. L'orgue est inauguré le 9 octobre 1998 par Odile Pierre et André Isoir.
Composition
| Positif de dos 53 notes |
| Montre 8'               |
| Bourdon 8'              |
| Prestant 4'             |
| Flûte 4'                |
| Nazard 2' 2/3           |
| Doublette 2'            |
| Tierce 1' 3/5           |
| Larigot 1' 1/3          |
| Fournitures IV          |
| Cymbale III             |
| Cromorne 8'             |

| Grand-Orgue 53 notes |
| Montre 16'           |
| Bourdon 16'          |
| Montre 8'            |
| Bourdon 8'           |
| Prestant 4'          |
| Grosse tierce 3' 1/5 |
| Nazard 2' 2/3        |
| Doublette 2'         |
| Quarte 2'            |
| Tierce 1' 3/5        |
| Flageolet 1'         |
| Cornet V             |
| Fournitures VI       |
| Cymbale IV           |
| Trompette 8'         |
| Voix humaine 8'      |
| Clairon 4'           |

| Récit 30 notes |
| Cornet V       |

| Echo 37 notes   |
| Bourdon 8'      |
| Prestant 4'     |
| Nazard 2' 2/3   |
| Quarte 2'       |
| Tierce 1' 3/5   |
| Plein-jeu V     |
| Voix humaine 8' |

| Pédale 30 notes |
| Bourdon 16'     |
| Flûte 8'        |
| Flûte 4'        |
| Bombarde 16'    |
| Trompette 8'    |
| Clairon 4'      |

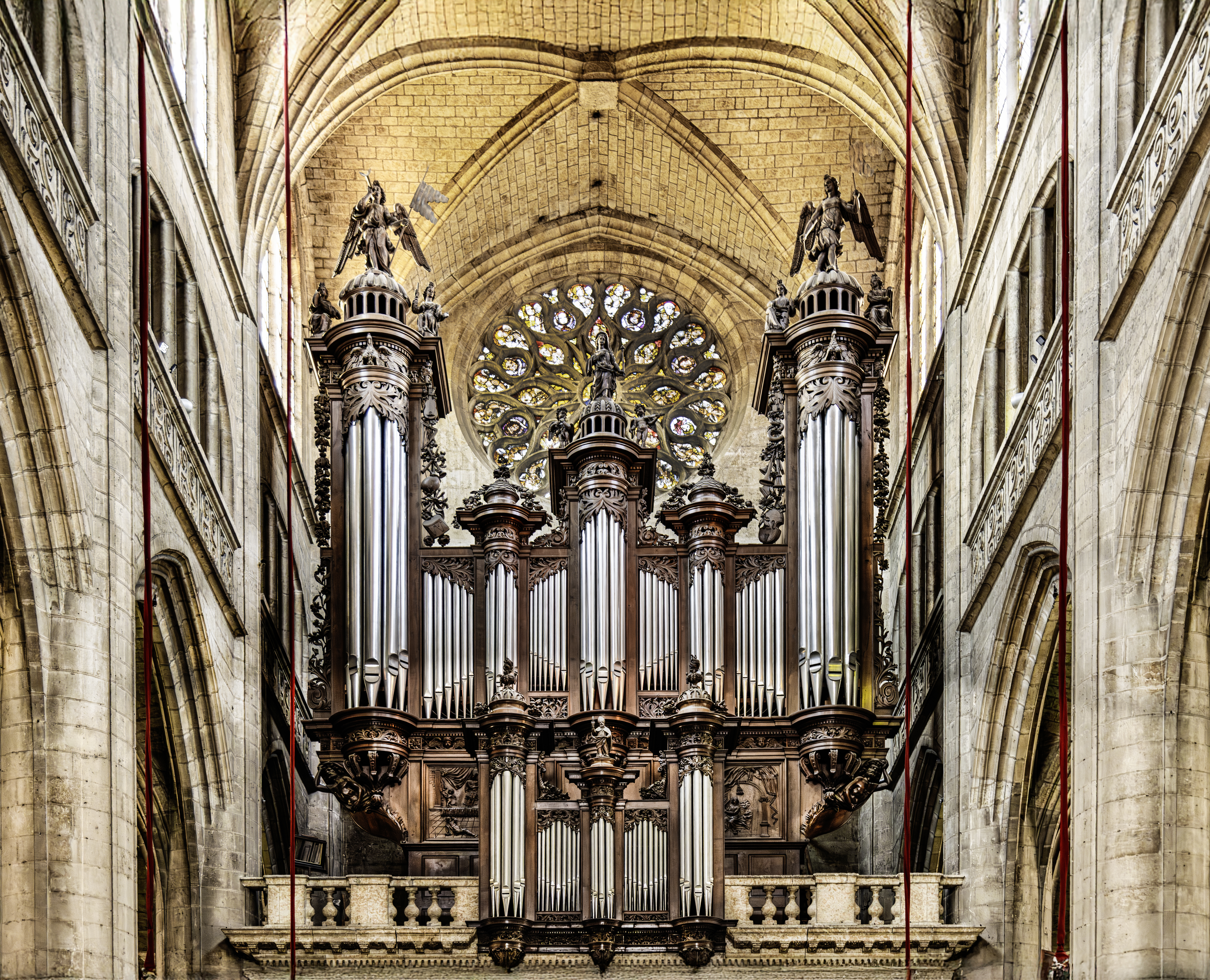

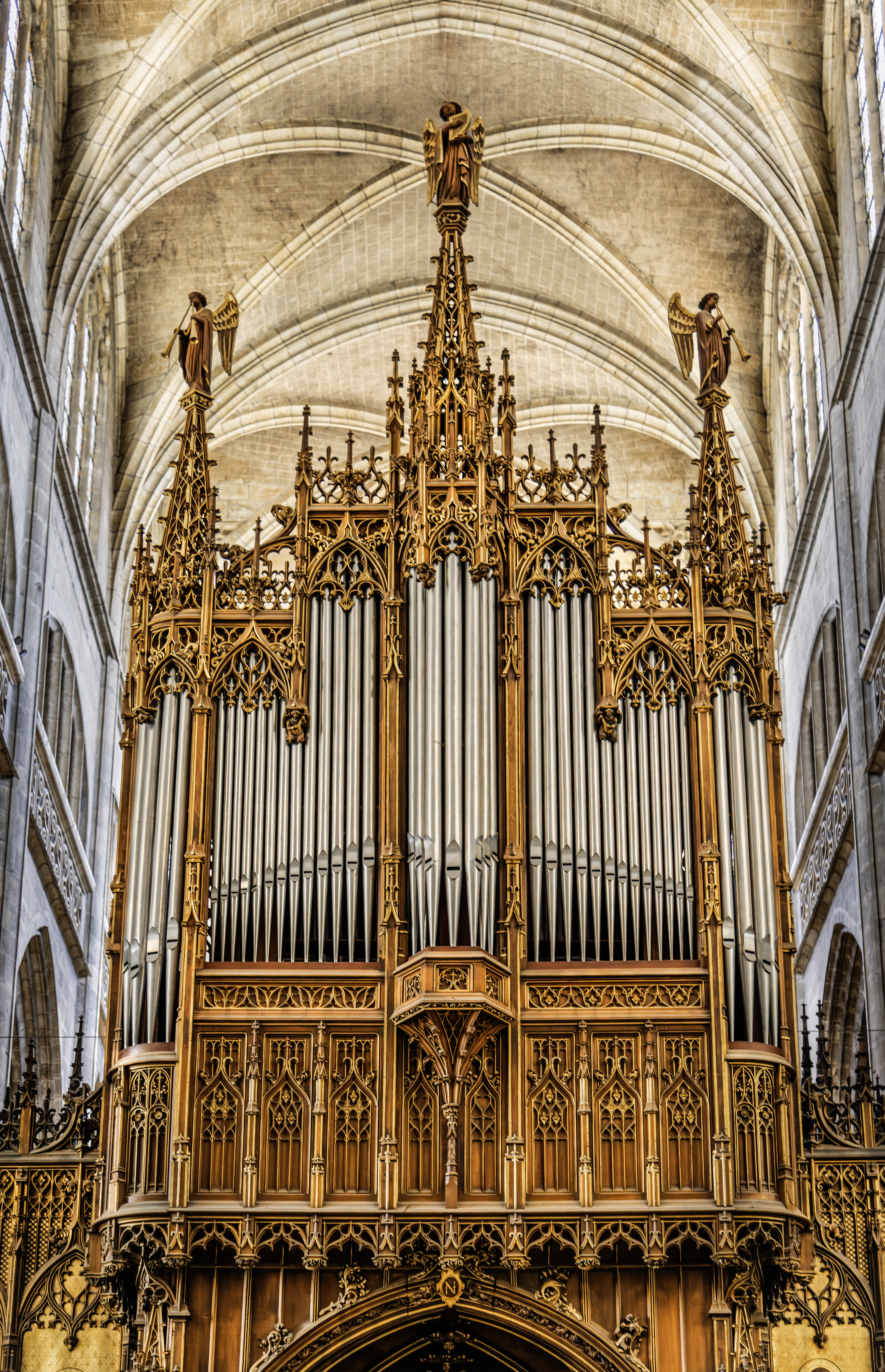

- orgue de chœur : l’orgue d'Aristide Cavaillé-Coll, est d’époque romantique, réalisé à la demande de l'archevêque d'Auch, Antoine de Salinis.

À l'origine, le ministère des Cultes souhaitait la destruction d'une partie des aménagements du chœur : jubé en pierre et une partie des stalles. Le nouvel archevêque voulait conserver le chœur fermé et en aménager un autre à la croisée du transept. Cette position est peut-être due à la personnalité de l'architecte diocésain Jean-Charles Laisné, nommé lui aussi en 1856, qui voulait conserver le patrimoine de la cathédrale. Charles Laisné a donc dessiné un ensemble faisant office de jubé à l'arrière des stalles avec un orgue de chœur surmonté d'un grand calvaire dans le style gothique tardif.
Les boiseries ont été réalisées par des menuisiers de Mauvezin, Thiebault et Corbel. Elles ont été présentées au palais de l'industrie de Paris et au salon de 1859. C'est probablement Charles Laisné qui a intéressé Aristide Cavaillé-Coll à l'aménagement car son chiffrage de l'orgue est soumis avec celui du projet présenté au préfet du Gers et à l'archevêque.

### Crypte
On pouvait accéder à la crypte depuis la cathédrale par deux escaliers dont un, celui du nord, est muré. La crypte n'ayant eu pour but que de racheter la différence de niveaux due à la pente, elle est de plain-pied avec la cour de l'ancien archevêché. Elle comprend cinq chapelles placées sous les chapelles du déambulatoire.
Dans la crypte se trouve  :
- le tombeau de saint Leotade, évêque d'Auch entre 691 et 718, sarcophage mérovingien en marbre blanc des Pyrénées, de l'école d'Aquitaine (il provient de l'ancienne abbaye Saint-Orens détruite sous la Révolution) ;
- les tombeaux de saint Austinde et de saint Taurin, sarcophages de pierre sculptés dans le style Renaissance.

La crypte a recueilli différentes reliques devant lesquelles venaient prier les pèlerins de Saint-Jacques, nombreux à Auch jusqu'au XVIIe siècle, et qui pouvaient être hébergés à l'hôpital Saint-Jacques.
La crypte a été profanée en 1793 et les sépultures violées. En 1850, l'archevêque a demandé un devis pour en faire la restauration. Un devis de restauration est proposé en 1851 par l'architecte Hippolyte Durand. Les travaux ont été faits par son successeur, Charles Laisné, après 1856.

### Mobilier protégé

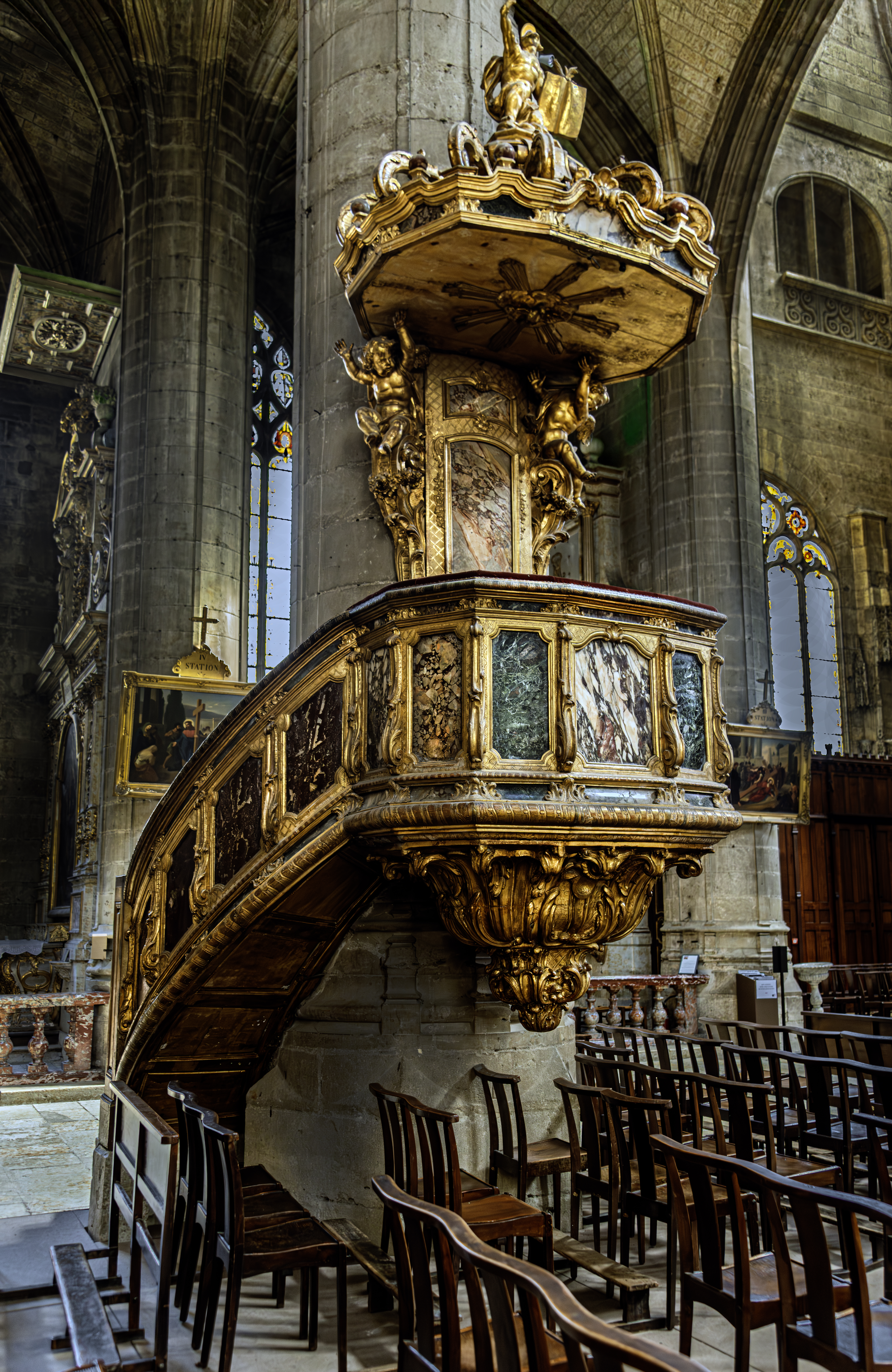
La chaie principale

De nombreux objets (verrières, autel, retable, chaire, etc.) sont référencés dans la Base Palissy (voir les notices liées).